# پولس رسول
پولس رسول یا همان شائول(عبری)/سولوس(یونانی) طرسوسی (۵ پس از میلاد - ۶۴/۶۵ پس از میلاد) اهل طرسوس واقع در ترکیه امروزی بود.  پولس یکی از رسولان عیسی‌مسیح در قرن نخست میلادی بود. طبق سنت مسیحی، پولس جزو ۱۲ حواری نبود، اما توسط خدا-روح‌القدس به عنوان یکی از رسولان عیسی‌مسیح برگزیده شد. او همچنین در میانه دهه ۴۰ تا ۵۰ پس از میلاد چندین جامعه مسیحی را در آسیای صغیر و اروپا بنیان ‏گذاشت.

## زندگی
بیش‌تر آگاهی‌ها دربارهٔ زندگی پولس از نوشته‌های کتاب اعمال گرفته شده است. گفتار پولس در مورد زندگی خویش در نامه‌های/رساله‌های غلاطیان و فیلیپیان آمده است. پولس در خانواده‌ای یهودی اهل قبیلۀ بنیامین در شهر طرسوس در کیلیکیه (که در ترکیه امروزی قرار دارد) زاده شد و جهت محل تولد، شهروند رومی به شمار می‌آمد. او حرفه چادردوزی را آموخته بود. وی در اورشلیم، از گملیئل بن هیلل که یکی از مراجع مهم سنهدرین بود، علوم دینی یهود و تلمود را آموخت و به شاخۀ یهودیان فریسی پیوسته بود. پولس پس از مصلوب شدن عیسی‌مسیح و فعالیت تبلیغی حواریون و رسولان مسیح، از دین مسیحیت مطلع گشت. او در ابتدا به عنوان یک یهودی به مقابله با مسیحیان و تعقیب و دستگیری آنان پرداخت اما پس از مواجههٔ اعجازگونه با عیسی‌مسیح (پس از مصلوب شدن و رستاخیز از مرگ)، از گذشتهٔ خود توبه کرده و به عیسی مسیح ایمان آورد. پس از ایمان به مسیح، نام خود را از «شائول» (که در زبان یونانی «سولوس» خوانده می‌شود) به «پائول» ( که در زبان یونانی «پولس» خوانده می‌شود) و به معنی «کوچک» یا «کمترین» است، تغییر داد. انتخاب این نام می‌تواند به عذاب‌وجدان او به خاطر تعقیب مسیحیان در گذشته مرتبط باشد که پولس در رساله غلاطیان و رسالهٔ اول قرنتیان نیز به آن اشاره می‌کند و خود را «کوچک‌ترین رسولان مسیح» می‌خواند.

### مسیحی شدن پولس
بنا بر روایت کتاب‌مقدس مسیحی، وقتی شائول جهت دستگیری مسیحیان رهسپار دمشق بود، عیسی مسیح بر او ظاهر شد (احتمالاً در ۳ سال اول پس از رستاخیز مسیح). عیسی‌مسیح او را به نام عبری اش خطاب کرد و این جمله را به او گفت: «شائول، شائول، چرا مرا آزار می‌رسانی؟». در ادامه مسیح شخصاً به او مأموریت داد، تا سفیر خداوند برای غیر یهودیان باشد. مسیح همچنین به او گفت، که بینایی‌اش را از دست داده و پس از آن نزد شخصی -در دمشق - برود. پولس شگفت‌زده از این اتفاق فراطبیعی و در نابینایی کامل، به دمشق رفته با آن شخص -مسیحی پارسایی به نام «حنانیا» - می‌رود. حنانیا در نام عیسی مسیح بینایی پولس را به او بازمی‌گرداند. بدین ترتیب، پولس از گذشتهٔ خود توبه کرده و از دیانت یهود به مسیحیت گروید.

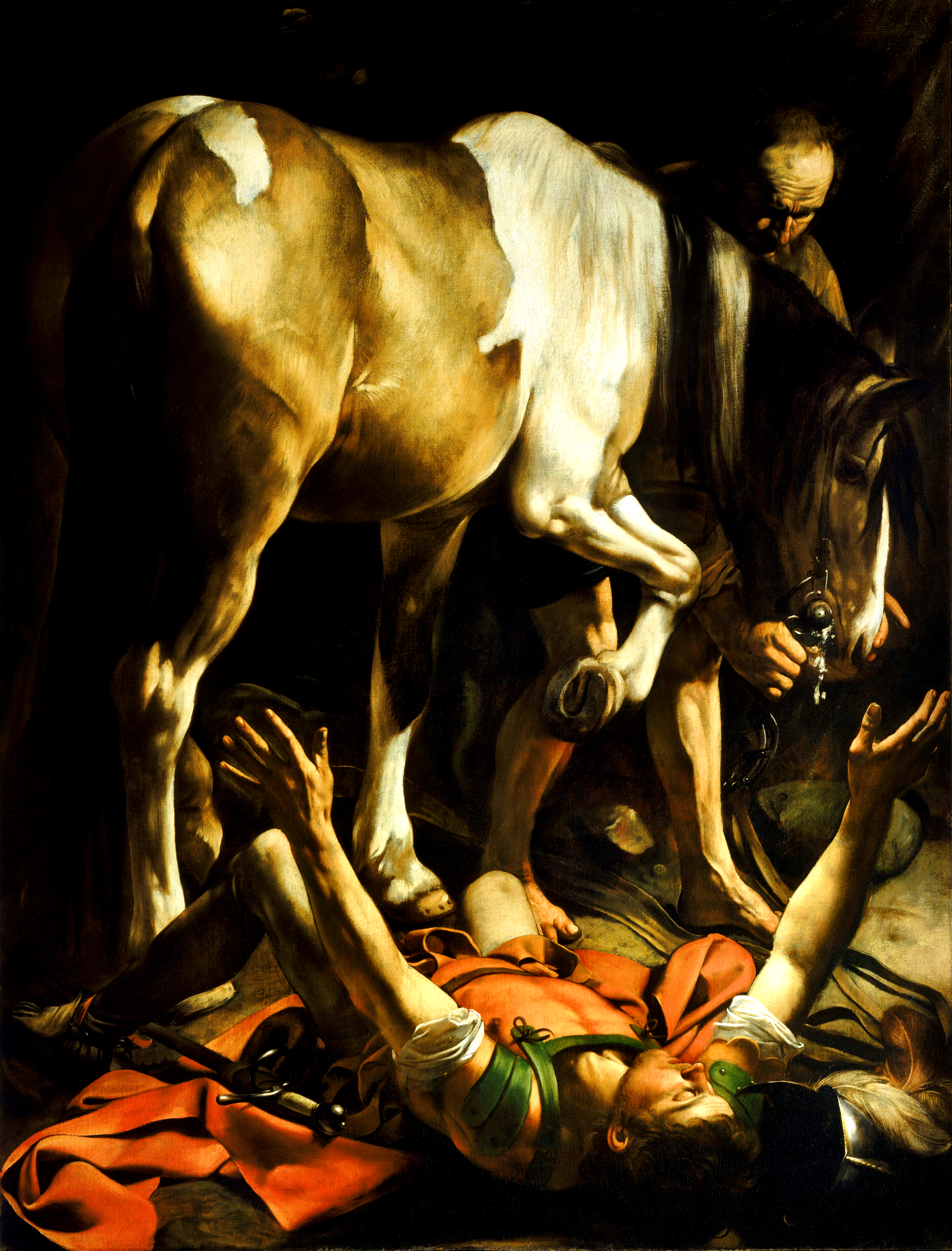
مسیحی شدن پولس در راه دمشق اثر کاراواجو

پولس پس از ملاقات حنانیا و بازیافتن بینایی خود، مطابق با آنچه عیسی‌مسیح به او نمایانده بود، این وقایع را به صورت علنی در بین اهالی دمشق بیان کرد و به این ترتیب برای مدتی در دمشق نام عیسی مسیح را بشارت داد. مدتی بعد، یهودیان فرماندار دمشق را به دستگیری پولس واداشتند. مسیحیان شهر دمشق پولس در میان سبدی از بالای دیوارهای شهر فراری می‌دهند. پولس چندی به عربستان رفت و از آنجا مجدداً به دمشق بازمی‌گردد و برای دیدار حواریون به اورشلیم عازم می‌شود. فاصلهٔ زمانی توبهٔ پولس تا عزیمت او به اورشلیم حدود ۳ سال به طول می‌انجامد. برنابا رسول، که از مسیحیان یهودی‌نژاد و شخصی نیک‌نام بود، پولس را به عنوان یک مسیحی توبه کرده پذیرفت. برنابا سپس پولس را به عنوان یک رسول برگزیدهٔ خداوند به کلیسای اورشلیم (شامل پطرس حواری، یوحنا حواری و یعقوب رسول) و همچنین مسیحیان اورشلیم معرفی نموده و توبهٔ پولس و صداقت او را تصدیق نمود. پس از آن، پولس و برنابا به عنوان دو رسول مسیح در همکاری با یکدیگر به تبلیغ مسیحیت پرداختند.

### سفر پولس به عربستان و دیدار با رسولان مسیح

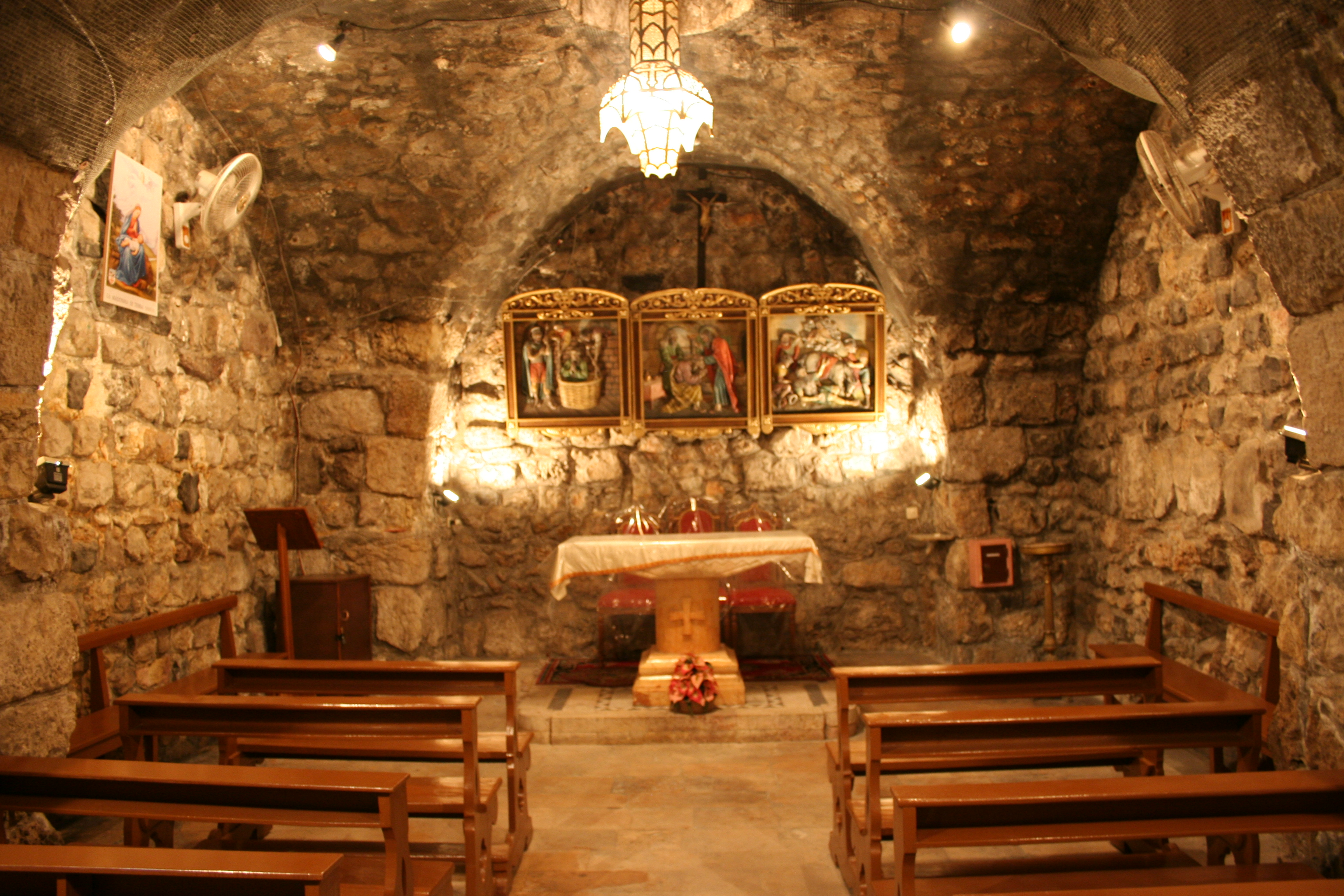
خانه منسوب به حنانیه دمشقی در دمشق

بر اساس رساله غلاطیان، پولس پس از ایمان آوردن به عیسی مسیح و توبه از گذشتهٔ خود، پس از گذراندن مدتی در دمشق، به عربستان رفته و از آنجا مجدداً به دمشق (جایی که در آن توسط یک مسیحی پارسا به نام حنانیا بینایی خود را بازیافته بود) بازمی‌گردد. کل این مدت حدود ۳ سال به طول می‌انجامد و سپس پولس برای اولین بار به اورشلیم سفر کرده تا با حواریون و سایر شاگردان مسیح ملاقات کند. رسولان مسیح در ابتدا درنگ می‌نمایند. در این هنگام یکی از رسولان مسیحی دیگر به نام برنابا رسول سرگذشت پولس را نزد پطرس حواری و برادرخواندهٔ عیسی مسیح به نام یعقوب عادل شرح می‌دهد و به این ترتیب پطرس حواری و یعقوب رسول پولس را می‌پذیرند و حتی پولس به مدت پانزده روز با آنان می‌ماند که اولین دیدار پولس با پطرس حواری و یعقوب رسول بود. پولس حدود چهارده سال بعد، به همراه برنابای رسول و تیطوس رسول، برای بار دوم به اورشلیم سفر می‌کند و این بار علاوه بر پطرس حواری و یعقوب رسول، یوحنای حواری (که به سُتون‌های مسیحیت شناخته می‌شده‌اند) ملاقات می‌کند. ایشان مأموریت پولس و برنابا برای اعلام پیام عیسی مسیح بین غیریهودیان تأیید کرده و ایشان را مسئول جمع‌آوری کمک مالی برای مسیحیان نیازمند و تحت فشار قرار گرفته توسط روحانیون در اورشلیم قرار می‌دهند. پولس آن طور که در رساله غلاطیان می‌نویسد، بیشتر آموزه‌ها را براساس مکاشفات و الهام از روح خداوند ارائه می‌کرده: «ای برادران، به شما اعلام می‌کنم از انجیلی (خبر خوش، مژده) که من بدان بشارت دادم که به طریق انسان نیست؛ زیرا که من آن را از انسان نیافتم و نیاموختم مگر به کشف عیسی مسیح…».
در خصوص سفر پولس به عربستان که بالاتر اشاره شد، آن طور که  نیکلاس توماس رایت در مقالهٔ خود می‌نویسد، دربارهٔ این سفر اطلاعاتی در دست نیست، بلکه صرفاً حدس و گمان‌های متفاوتی در مورد این سفر از سوی افراد مختلف مطرح می‌شود. اما  رایت در صفحهٔ ۶۸۵ از مقالهٔ تحلیلی خود به شباهت سفر پولس به عربستان و سفر الیاس نبی به کوه حوریب می‌پردازد. علت این وجه تشابه، این است که پولس در رسالهٔ خود به غلاطیان، خود را «غیور» معرفی می‌کند، و این استفاده از واژهٔ «غیور»، احتمالاً به اِلیاس نبی اشاره دارد که در کتب عهدقدیم با همین عنوان «غیور» خوانده شده که تهدید به مرگ شده بود و به سبب حفاظت از جان خویش به کوه حوریب گریخت و خداوند در آنجا او را به بازگشت به مأموریتش فرمان داد. این احتمال نیز وجود دارد که پولس هم پس از توبهٔ خود، علاوه بر عذاب فکری به خاطر آزار و دستگیری مسیحیان و حال روحی خود، به جهت حفظ جان خود در مقابل نظامیان دمشق و همچنین همراهانش که او را به دمشق آورده بودند، به منطقه ای دوردست در حوالی عربستان و کوه حوریب گریخته باشد. پولس در نامهٔ دیگری نیز اشاره ای کوتاه داشته به تعقیب شدن توسط فرماندار دمشق، که احتمالاً تحت تأثیر روحانیون و افراد بانفوذ یهودی ساکن دمشق بوده و اینکه به سبب جان خود، شبانه از دمشق و از دیوار شهر گریخته بود. درنتیجه این احتمال هست، که خداوند پولس را نیز که همچون اِلیاس نبی، به کوه حوریب در ناحیهٔ عربستان گریخته بوده، به بازگشت و ادامهٔ مأموریت خود فرا می‌خواند. او سپس پس از مدتی از عربستان به دمشق بازگشته و پس از مجموعاً سه سال به اورشلیم می‌رود. در واقع به‌طور خلاصه هرچند بازسازی تاریخ به‌طور قطع و با جزئیات امر ساده ای نیست، اما به احتمال بالا، سفر/فرار پولس به عربستان پس از آیهٔ ۲۵ و قبل از آیهٔ ۲۶ باب ۹ در کتاب اعمال رسولان رخ داده است که کتاب اعمال رسولان آن را شرح نداده است و پس از شرح فرار پولس، مستقیماً به شرح سفر پولس به اورشلیم می‌پردازد.
عده‌ای از منتقدانِ مسیحیت هم معتقدند پولس به علت سوابقی که او در آزار و اذیت مسیحیان داشته لازم بوده است مدتی را در خفا زندگی کند تا مقداری از آن خاطره‌ها محو شود و همچنین در این مدت به مطالعه یا بقول مسیحیان مراقبه بپردازد. پس از بازگشت به دمشق مسیحیان به شدت به وی مشکوک بودند و وی را در جمعشان راه نمی‌دادند، اما با وساطت برنابا، پولس به جمع مسیحیان راه یافت. مسیحیانی که از شنیدن نام پولس لرزه بر اندامشان می‌افتاد، نمی‌توانستند به ادعاهای وی اعتماد کنند و از وی سفارش‌نامه معتبر می‌خواستند تا مطمئن شوند وی مورد تأیید حواریون است. پولس سفارش‌نامه‌ای به آنها نداد و گفت: "تصور نمی‌کنم نیازی داشته باشید که کسی برای معرفی ما، نامه‌ای به شما بنویسد! این طور نیست؟" البته این انتقاد صحت تاریخی ندارد، زیرا اولاً آیهٔ مذکور از رساله قرنتیان نقل شده، که خطاب به مسیحیان شهر قرنت یا کرنت واقع در یونان نوشته شده، نه به مسیحیان دمشق و اورشلیم؛ مسیحیان ساکن در کرنت اصالتاً نه مسیحی بودند و نه یهودی، بلکه یونانی و بت‌پرست بودند. ضمن اینکه نخستین مسیحیان شهر کرنت توسط خود پولس به خدا ایمان آورده بودند، از سوی دیگر، در هیچ بخشی از کتب عهدجدید هیچ سندی دال بر این موضوع وجود ندارد که برنابا در دمشق بوده و در آنجا برای پولس وساطتی کرده باشد، بلکه همان‌طور که بالاتر اشاره شد، برنابا برای دیدار پولس با پطرس حواری و یعقوب رسول در اورشلیم وساطت کرده بود، که پطرس حواری و یعقوب رسول نیز پس از شنیدنِ شرحِ ماوقع توسط برنابا، پولس را پذیرفتند تا تأییدی باشد برای مسیحیان، مبنی بر تأیید صداقت پولس در ایمان آوردن و توبهٔ وی. با این حال پولس هیچگاه گذشتهٔ گناه بار خود به سبب دستگیری مسیحیان انکار نکرد، بلکه خود را تا حدی گناهکار می‌داند، که حتی پس از توبه و بشارت مسیحیت، خود را در معرفی به کلیسایی که خودش در کرنت بنیان نهاده بود، نه تنها کوچکترینِ شاگردان مسیح می‌داند، بلکه خود را لایق داشتن عنوان شاگرد مسیح نمی‌داند.

## سفر تبلیغی اول پولس
در روایت پولس در غلاطیان آمده است که ۱۴ سال پس از توبه و ایمان آوردن به عیسی مسیح، او دوباره به اورشلیم رفت. مشخص نیست که در این مدت چه اتفاقی افتاده است، در پایان این زمان، برنابا به یافتن پولس رفت و او را به انطاکیه آورد. در آنجا بودکه برای اولین بار عنوان مسیحی به پیروان مسیح داده شد و اولین سفر تبلیغی پولس از انطاکیه شروع می‌شود. در سفرتبلیغی اول برطبق کتاب اعمال پولس و بارنابا و مرقس از انطاکیه به سمت قبرس حرکت می‌کنند. سپس مرقس از آن دو جدا می‌شود و پولس و بارنابا به شهر دیگری که نام آن هم انطاکیه بود می‌روند (انطاکیه پسیدیا) و همچنین در چند شهر دیگر نیز در همان مناطق تبلیغ کرده و به انطاکیه بازمی‌گردند.

### شورای اورشلیم
بیشتر مورّخان معتقدند که دیداری مهم در اورشلیم بین پولس و کلیسای اورشلیم در سال ۴۸ تا ۵۰ صورت گرفت. این اتفاق در اعمال رسولان ۱۵:۲ ذکر شده است. مسئله اصلی این بود که آیا جنتیلهایی (غیر یهودیان) که به مسیحیت می‌گروند احتیاجی به ختنه شدن دارند. در کتاب اعمال رسولان و برخی رساله‌های به نگارش درآمده توسط پولس این برداشت به دست می‌آید که پطرس، یعقوب و یوحنا، پولس را به عنوان رسول مسیح به ویژه جهت تبلیغ بین امّت‌های غیریهودی تأیید کرده و با او در ارتباط بودند و پولس از مسیحیان نواحی دیگر، برای مسیحیان تحت فشار سیاسی-اقتصادی در اورشلیم کمک مالی می‌فرستاده است. به این ترتیب پیام عیسی مسیح برخلاف پیامبران و انبیای پیشین که مختصّ یهودیان و بنی اسرائیل بود، این بار به‌طور جهانی و برای تمام مردم اعلام می‌شود. پولس با اینکه با یهودیان نیز در کنیسه‌ها در مورد مسیح بودن عیسی صحبت می‌کرده، اما برخی یهودیان از روی حسادت به اینکه غیریهودیان نیز جزو اُمّت مسیحی و رستگار به حساب می‌آمدند، اقدام به ایجاد تشنج و دردسرآفرینی می‌کردند. به همین جهت پولس و برنابا پس از آن کلام مسیح را بیشتر خطاب به غیریهودیان ارائه می‌کردند و به همین جهت پولس و برنابا به‌طور خاص و بیشتر با عنوان به رسولی برای اُمّت‌های غیریهودی شناخته می‌شدند.
بر اساس کتاب اعمال رسولان، زمانی که پولس و برنابا در انطاکیه در حال بشارت و تبلیغ دین مسیح بودند، عده ای از مسیحیان از ایالت یهودیه آمده (که احتمالاً جزو دستهٔ فریسیان بودند) و به آنها گفتند «اگر طبق شریعت موسی ختنه نشوید، نجات نمی‌یابید»، در نتیجه مسیحیان نو ایمان که بزرگسال بوده‌اند، می‌بایست ختنه می‌شدند تا بتوانند مورد رحمت خداوند قرار بگیرند. در نتیجه بحث نسبتاً شدیدی بر سر این موضوع بین آن دسته از مسیحیان (که احتمالاً جزو دستهٔ فریسیان بودند) با برنابا و پولس صورت می‌گیرد، که درنتیجه همگی تصمیم می‌گیرند تا به اورشلیم سفر کرده و در این مورد با کلیسای اورشلیم که پطرس، یعقوب و یوحنا آن را رهبری می‌کردند صحبت کنند. پس از اینکه پولس و برنابا در کلیسای اورشلیم مورد استقبال قرار می‌گیرند، برای صحبت در مورد موضوع ختنه شدن مسیحیان غیریهودی جلسه ای برگزار می‌کنند. در این جلسه عده ای از مسیحیان که سابقاً جزو فرقهٔ یهودیان فریسی بودند (این احتمال می‌رود که همین افراد بوده‌اند که به انطاکیه رفته بودند و بحث ختنه را پیش کشیده بودند) می‌گویند «باید ایشان (مسیحیان غیر یهودی) را ختنه کنند». پطرس -که احتمالاً نگران شکاف و جدایی بین مسیحیان بود و نقش میانی بین مسیحیان یهودی و غیریهودی داشت- در این جلسه به صورت ضمنی از پولس و برنابا حمایت می‌کند. سپس برنابا و پولس صحبت می‌کنند. در نهایت یعقوب در تأیید سخنان پطرس، اعلام می‌دارد که "رأی من این است که آن‌هایی را که از امت‌ها (ی غیر یهودی) به خدا روی می‌آورند، نباید مشوّش کرد و اما فقط برایشان بنویسیم که از آلودگی‌های بتان و از زنا و از گوشت حیوانات خفه شده و خوردن خون پرهیز کنند» در نتیجه در مورد موضوع ختنه شدن یا نشدن مسیحیان نو ایمان که ختنه نشده بودند، کلیسای اورشلیم (شامل پطرس و یعقوب) با پولس و برنابا هم نظر بودند مبنی بر اینکه «ختنه برای یک مسیحی نو ایمان (که قاعدتاً بزرگ‌سال است) و رستگاری ضرورتی ندارد». این توافق احتمالاً برای آن عده که سابقاً جزو یهودیان فریسی بوده‌اند و باعث شده بودند تا برنابا و پولس به اورشلیم بیایند، رضایت بخش نبود. نهایتاً یعقوب رسول و بزرگان کلیسای اورشلیم نامه ای خطاب به مسیحیان غیریهودی نوشته و آن را به برنابا و پولس سپردند که در آن نامه از این اقدام خودسرانهٔ مسیحیانِ سابقاً یهودی فریسی مبنی بر اجباری بودن ختنه برای غیریهودیان، اعلام برائت کردند.

### دیدار پطرس با پولس و برنابا در انطاکیه
پولس در رسالهٔ غلاطیان شرح می‌دهد که زمانی که پطرس نزد پولس و برنابا در شهر انطاکیه آمده بود و به همراه مسیحیان غیریهودی بودند، عده‌ای از مسیحیانی که سابقاً جزو دستهٔ یهودیان فریسی بوده‌اند و خود را جزو کلیسای اورشلیم به رهبری یعقوب می‌دانستند، به انطاکیه نزد پطرس و پولس و برنابا آمدند. پطرس که زودتر به انطاکیه آمده بود و تا پیش از رسیدن تندروان فریسی برای صرف طعام با غیریهودیان بر سر یک سفره می‌نشست، پس از آمدن این عده، خود را به علت ترس یا نگرانی از ایجاد مشاجره از مسیحیان غیریهودی جدا می‌کند و برنابا نیز احتمالاً اقدامی مشابه انجام می‌دهد. پولس با دیدن این موضوع، در حضور همه و آشکارا از این اقدام پطرس انتقاد می‌کند.
در خصوص تحلیل این واقعه، توجه به چند نکته حائز اهمیت است:
1. ظاهراً عده ای از افرادی که در ظاهر مسیحی بودند و خود را تحت رهبری یعقوب می‌دانستند، همچنان به آئین فریسی خود متعهد بودند،[۵۰] حال آن که عیسی مسیح در انجیل بارها از فریسیان انتقاد کرده بود، به جهت اجرای ظاهری تورات و عدم توجه به مفهوم آن، همچنین اجرای آداب و رسومی که جزو تورات نبود اما فریسیان آن‌ها را با وسواس خاصی انجام می‌دادند، برای مثال: شستن نمادین دست‌ها پیش از صرف غذا،[۵۸][۵۹] شفا ندادن بیماران در روز شنبه،[۶۰][۶۱][۶۲][۶۳][۶۴] ارتباط نداشتن و صحبت نکردن با غیریهودیان و نجس دانستن آن ها[۶۵]
2. این عده از مسیحیانِ سابقاً فریسی، رفتار خودسرانه و بدون توجه به تعالیم حواریون انجام می‌داده‌اند[۵۳]
3. این عده از مسیحیان سابقاً فریسی، قبلاً حتی پطرس را مورد انتقاد شدید قرار داده بودند،[۶۶] که چرا با غیریهودیان صحبت کرده و آنان را به مسیحیت فراخوانده.
4. این عده از مسیحیان سابقاً فریسی، ظاهراً از تبلیغ انجیل بین غیریهودیان خشنود نبودند، بلکه صرفاً متعجب بودند[۶۷] و ظاهراً تمایلی به تعمید غیریهودیان نداشتند، طوری که پطرس به آنان «دستور می‌دهد» که ایمان آورندگان غیریهودی را تعمید دهند.[۶۸]
5. پطرس احتمالاً بیشتر سعی می‌کرده تا برای جلوگیری از ایجاد شکاف در بین مسیحیان یهودی و غیریهودی، نقش میانی یا اصطلاحاً پُل را به عهده بگیرد.[۵۱] این موضوع از موضع نسبتاً میانهٔ پطرس در شورای اورشلیم[۶۹] و واگذار کردن حرف نهایی به یعقوب عادل نیز دیده می‌شود.[۶۹]

در نهایت با توجه به موارد فوق، پطرس احتمالاً نقش میانجی بین دو گروه مسیحیان نخستین -یهودی و غیریهودی- را داشته که در واقعهٔ انطاکیه نیز، نه به دلیل اعتقاد، بلکه صرفاً به دلیل عدم جانبداری از هیچ‌یک از دو گروه، پس از آمدن مسیحیان یهودی به انطاکیه، از مسیحیان غیریهودی فاصله می‌گیرد. در مقابل اما پولس خواستار این بود که نباید در مقابل آن عده از مسیحیان یهودی -که از فریسیان بوده‌اند- کوتاه آمد. به همین دلیل، حتی وقتی پولس موضع پطرس را مورد انتقاد قرار می‌دهد -و نه ایمان یا جایگاه پطرس را- به نظر می‌رسد پطرس از این اقدام خود دفاع نکرده و فقط سکوت کرده.
دربارهٔ نتیجه نهایی این واقعه اختلاف نظر وجود دارد. بر اساس دائرالمعارف کاتولیک موضع پولس در آن جمع پذیرفته شد با این حال در رسالهٔ غلاطیان ادامهٔ این واقعه شرح داده نشده و نظر قطعی نمی‌توان داد. در کتاب «از عیسی تا مسیحیت» اثر مایکل وایت نتیجه مخالفی را به‌دست می‌آورد: به نظر او «مشاجره با پطرس برای پولس کاملاً یک ناکامی سیاسی بود، و پس از این واقعه پولس خیلی زود انطاکیه را ترک کرد و دیگر هرگز برنگشت».
برخی از روایت‌های اسلامی، «سه رسول» ذکر شده در قرآن سوره یس آیهٔ ۱۴ را تحت روایت «اصحاب قریه» با پطرس رسول، برنابا رسول و پولس رسول مرتبط دانسته‌اند، که پطرس آن رسول سوم بود که به قریه یا روستای انطاکیه نزد پولس و برنابا رفت.

## نامه‌های پولس
چهارده رساله/نامه از عهدجدید به پولس نسبت داده می‌شود. رسالهٔ رومیان، اول قرنتیان، دوم قرنتیان، گالاتیان (غلاطیان)، فیلیپیان، اول تسالونیکیان، دوم تسالونیکیان، افسسیان، کولوسیان و فیلمون به‌طور قطع نوشته او هستند. در مورد چهار بخش دیگر برخی محققان معتقدند نوشته او نیست که این قسمت‌ها عبارتند از: اول تیموتائوس، دوم تیموتائوس، تیتوس. نام این رساله‌ها/نامه‌ها بر اساس نام شخص دریافت‌کننده یا محل دریافت‌کننده رساله/نامه انتخاب شده است.
مورّخان عموماً در خصوص اصالت رساله‌های مذکور هم‌نظر هستند. از طرف دیگر چون او در زمانی بین ۳۵ تا ۴۰ میلادی تغییر کیش داده و احتمالاً در سال ۶۴ میلادی توسط نرون کشته شده باشد، پس زمان تقریبی نگارش این رساله‌ها مشخص می‌شود. از نظر زمانی عموماً نوشته‌های پولس را جزو اولین کتاب‌های عهدجدید می‌دانند.
در مورد رسالهٔ عبرانیان، برخلاف سایر رساله‌های پولس که همیشه نام خود را در رساله ذکر کرده، هیچ اسمی از نگارنده نیست و با توجه به تفاوت در سبک نگارشی که با سایر رساله‌های پولس، به اعتقاد تعداد قابل توجهی از مورخان و همچنین مسیحیان اولیه، این رساله احتمالاً توسط پولس نوشته نشده، بلکه توسط یکی از سایر رسولان مسیح، که خطاب به مسیحیان یهودی‌نژاد (عنوان رساله: به عبرانیان) می‌نویسد؛ در حالی که پولس نامه‌های خود را خطاب به مسیحیان جوامع غیریهودی می‌نوشت. در اشخاص ذیل به عنوان نگارندهٔ احتمالی «رساله به عبرانیان» در نظر گرفته می‌شوند:
1. برنابا
2. آپولوس (اعمال رسولان، باب ۱۸، آیهٔ ۲۴)
3. لوقا
4. پرسکیلا (یکی از رسولانِ زن در قرن اول میلادی[۷۵])

زمان نگارش رساله‌های پولس در مقایسه با اولین انجیل (مرقس) بیست سال به زمان حیات عیسی نزدیک‌تر بوده است و پولس احتمالاً اطلاعات دست اولی دربارهٔ عیسی داشته که نویسندگان انجیل‌ها نداشته‌اند. البته باید اشاره کرد: اینکه برخی تاریخ شناسان غیر مسیحی تاریخ نگارش اناجیل اَربَعه (متی، مرقس، لوقا، یوحنا) را به بعد از سال ۷۰ میلادی نسبت داده و آن‌ها را متاخر و کم اعتبار می‌خوانند، مبتنی بر این استدلال است که «در انجیل‌ها عیسی مسیح ویرانی معبد اورشلیم را پیش‌بینی کرده است» و از آنجا که این دسته از تاریخ شناسان غیرمسیحی باور ندارند که عیسی مسیح قادر به پیشگویی تخریب معبد اورشلیم بوده باشد، پس نتیجه می‌گیرند که انجیل‌ها بعد از تخریب معبد اورشلیم یعنی سال ۷۰ میلادی نوشته شده‌اند، حال آنکه برخی دیگر از تاریخ شناسان که باور دارند مسیح قادر به پیشگویی ویرانی معبد اورشلیم بوده، با استناد به تحلیل درون متنیِ انجیل‌ها، تاریخ تألیف بسیار زودهنگام‌تری را تخمین زده‌اند. به این ترتیب سال نگارش رساله‌های پولس و انجیل‌ها تقریباً هم‌زمان بین سال‌های ۴۰ تا ۷۰ میلادی (یعنی ۱۰ الی ۴۰ سال پس از مصلوب شدن عیسی مسیح) خواهند بود.
برخی مورخان معتقدند در انتساب رساله‌های پولس به او شکی وجود ندارد برخلاف اناجیل که توسط نویسندگان ناشناس و با هدف جلوگیری از محو شدن خاطرهٔ عیسی تألیف شده‌اند. هرچند قابل ذکر است که، اینکه نویسندگان انجیل‌ها ناشناس هستند، فرضیه‌ای اثبات نشده می‌باشد، چرا که دلایل تاریخی و نسخه‌شناسی ای هم وجود دارد، که بر مبنای آن‌ها انجیل‌ها فی الواقع توسط متی، مرقس، لوقا و یوحنا (و یا کاتبِ ایشان) نوشته شده باشداز جمله اینکه، لوقای رسول، در کتاب اعمال رسولان که آن را پس از انجیل نگاشته، روایت را در زمانی پایان می‌برد که پولس در روم زندانی/حبس خانگی است و کتاب اعمال رسولان در اینجا به پایان می‌رسد. این در حالی است لوقا در کتاب اعمال رسولان به سرانجام رسولان مسیح اشاره می‌کند (کشته شدن یعقوب زبدی و استیفان)، در حالی که به سرانجام پولس و پطرس هیچ اشاره‌ای نشده. که می‌تواند به این معنا باشد که کتاب اعمال رسولان، پیش از درگذشت/کشته شدن پولس در روم در سال ۶۷ میلادی نگاشته شده است.

## آموزه‌های پولس در خصوص «شریعت یهود (تورات)» و «آداب و رسوم یهودی»
بعضی معتقدند که او با یهودیت در تقابل است، در صورتی که در طرف مقابل، بسیاری دیگر آموزه‌های پولس را در چهارچوب تورات و سایر کتب انبیا (عهد قدیم) است.
- برخی باور دارند که دیدگاه پولس باعث سرعت گرفتن جدا شدن کسانی که عیسی را قبول کرده بودند از یهودیت شد. در رساله‌های منسوب به پولس، ایمان داشتن به مسیح تنها اصل برای رستگاری یهودیان و غیریهودیان است. معمولاً از نوشته‌های او در عهدجدید اینطور برداشت می‌شود که که جنتیلهایی (غیریهودیانی که) که عیسی را قبول می‌کنند، احتیاجی به تبعیت از برخی از احکام تورات ندارند (احکام ختنه، احکام موادغذایی -کوشر-، احکام مرتبط با اعیاد قوم اسرائیل). این البته یک برداشت از نوشته‌های اوست که آن را در تقابل با رعایت تورات می‌بینند.
- اما دیدگاهی دیگر نیز در مورد نوشته‌های پولس وجود دارد. این دسته از نوشته‌های پولس اینطور برداشت می‌کنند که او در تقابل با «آداب و رسوم یهودی» است (که در کتاب تلمود توسط روحانیون یهودی نوشته شده و یهودیان آن را به قداست تورات می‌دانند)، و نه تقابل با «تورات». این عده از مسیحیان معتقدند که نوشته‌های پولس دچار تفسیر اشتباه شده است، همان‌طور که در رسالهٔ دوم پطرس، پطرسِ حواری می‌نویسد:[۸۶] "در ضمن بدانید که مسیح به این دلیل صبر می‌کند تا ما فرصت داشته باشیم پیام نجات بخش او را به همهٔ مردم برسانیم. برادر عزیز ما پولس، با آن حکمتی که خداوند به او عطا کرده، در بسیاری از نامه‌های خود دربارهٔ همین مطلب سخن گفته است. درک برخی نوشته‌های او دشوار است و برخی که اطلاع کافی از کتاب آسمانی ندارند و وضع روحانی شان ناپایدار است، آن‌ها را به غلط تفسیر می‌کنند، همان کاری که با بخش‌های دیگر کتاب آسمانی نیز می‌کنند. امّا با این کار، نابودی خود را فراهم می‌سازند". با اشاره به این رسالهٔ پطرس، این دسته از مسیحیان معتقدند: پولس، مانند سایر حواریون عیسی مسیح پیروی از آداب و سنّت‌هایی که روحانیون یهود تعریف کرده بودند مخالف بود، مانند شستن دست‌ها به صورت نمادین پیش از غذا (همان‌طور که عیسی مسیح نیز با آن مخالفت کرد[۸۷][۸۸]) یا اینکه غیریهودیان (که ختنه نشده‌اند) نجس هستند و نباید با آنها سر یک سفره نشست. عیسی مسیح نیز با غیرمختونان و افرادی که روحانیون یهودی آنان را نجس می‌خواندند، هم سفره شده بود و با آنان به صحبت می‌پرداخت و آنان را نجس نمی‌دانست، غیریهودیان را نیز شفا می‌داد[۸۹][۹۰] به قوی تر بودن ایمان برخی غیریهودیان در مقایسه با برخی از یهودیان اشاره کرده بود.[۹۱][۹۲][۹۳][۹۴] عیسی مسیح در انجیل گفت "رسالت من این است که گناهکاران را به سوی خدا بازگردانم، نه آنانی که عادل و مقدس هستند (خود را عادل و مقدس می‌دانند)".[۹۵] در نتیجه این دسته از مسیحیان که آموزه‌های پولس را در هماهنگی با آموزه‌های عیسی مسیح و حواریون می‌دانند، معتقدند همان‌طور که عیسی مسیح در انجیل و سایر رسولان، فقط برخی از احکام تورات را تغییر داده‌اند یا منسوخ کرده‌اند (مانند حکم طلاق[۹۶] یا به جا آوردن قربانی[۹۷] یا احکام نگاه کردن[۹۸] و چند حکم دیگر) پولس نیز همین موارد را تأکید کرده و برای مثال در مورد ختنهٔ مردان و نوزادان پسر، همانند رسولان دیگر مسیح، از جمله یعقوب، پطرس و سایر رسولان همگی متفق‌القول بودند که رعایت آن (ختنه کردن مردان و نوزدان پسر) برای مسیحیان ضروری نیست.[۹۹][۱۰۰] این تحلیل تا حدی ادامه می‌یابد که بخشی از مسیحیان قوانین غذایی کوشر را آن طور که در تورات مکتوب است رعایت می‌کنند.[۱۰۱][۱۰۲] با این استدلال که در هیچ بخش از عهدجدید (شامل رساله‌های پولس) نمی‌توان عبارتی یافت مبنی بر اینکه احکام خوراک مطرح شده در تورات، منسوخ شده باشد.
- شاید امروزه موضوع «همسفره/هم غذا شدن با افراد ختنه نشده» موضوع چندان مهمی برای خواننده به نظر نیاید، اما اهمیت این موضوع را می‌توان در یکی از احکام کتاب تلمود یافت که در آن همسفره/هم غذا شدن با غیریهودیان/ختنه نشدگان با همسفره شدن با سگان مقایسه شده.[۱۰۳] به همین ترتیب، این موضوع در اولین سال‌های مسیحیت نیز موضوع تشنج زایی بود که خود عیسی مسیح و بعداً رسولان مسیح در مقابل آن ایستادند.[۱۰۴][۱۰۵][۱۰۶] حال می‌توان علت و ابعاد شرایط و موضوع نقل شده توسط پولس در خصوص واقعهٔ انطاکیه در رسالهٔ غلاطیان و همچنین را بهتر فهمید، و اینکه نقطهٔ شروع تفاوت قایل شدن و نفرت پراکنی علیه رسولان مسیح توسط گروه‌های مختلف (از جمله نفرت پراکنی علیه پولس رسول؛ همچنین حسود و نادان خواندن پطرس رسول در انجیل‌های جعلی که در قرن‌های بعدی نوشته شدند یا قتل فجیع یعقوب رسول توسط تندروهای مذهبی[۱۰۷]) از همان اولین سال‌های مسیحیت چگونه به تدریج شکل گرفت.

## دیدگاه‌ها در مورد پولس
از دیدگاه برخی منتقدان مسیحیت، پولس دین عیسی مسیح را تغییر داده است. مسیحیان امّا به تمامی کتب عهدجدید (از جمله رساله‌های پولس رسول) ایمان داشته و آن‌ها را کلام خدا می‌دانند.
منتقدان پولس مانند لئو تولستوی معتقد بودند که پولس تعلیمات عیسی را تحریف کرد. به عقیده تام اوگولو[این شخص (تام اوگولو)، ناشناس بوده و اطلاعاتی از او در دست نیست] پولس یک پیامبر دروغین بود که نمی‌خواست رومیها را مسیحی کند بلکه می‌خواست مسیحیان را رومی‌کند. تام اوگولو در کتابی به نام «عیسی؟ بله - مسیح؟ خیر» می‌نویسد: پولس چندین ایده اصلی را وارد مسیحیت کرد که عبارتند از:
1. یهودستیزی.
2. الهیت عیسی.
3. تبدیل شدن نان و شراب به بدن و خون عیسی.
4. قربانی شدن عیسی به عنوان کفاره گناهان مردم.
5. مسیح بودن عیسی.
6. تأکید بر بهشتی بودن پادشاهی عیسی در مقابله با پادشاهی زمینی.
7. بزرگتر کردن قوم برگزیده تا هر کسی که عیسی را قبول کند شامل شود.
8. وابسته کردن رستگاری به باور به عیسی و نه عمل به قوانین تورات.
9. ایجاد سلسله مراتب در کلیسا تا کنترل کلیسا را در دست گرفته و کنترل باور مردم را در اختیار داشته باشد.

نکتهٔ مهم اینکه: موارد اشاره شده در بالا ظاهراً توسط نویسنده‌ای به نام تام اوگولو (Tom O'Golo) مطرح شده، که هیچ اطلاعاتی دربارهٔ او (تام اوگولو) در موتور جستوجوگر گوگل موجود نیست و مشخص نیست او دقیقاً کیست، چه تحصیلاتی دارد، بر اساس کدام مطالعات انتقاداتش را مطرح کرده و اصولاً منابع تحقیقاتش چیست! در هر حال می‌توان به موارد نوشته شده در بالا به ترتیب به صورت زیر پاسخ داد:
1. مخالفت با روحانیون ریاکارِ یهودی به سبب بدعت گذاری‌های آنان، به هیچ وجه به معنی یهودستیزی نیست. عیسی مسیح و سایر حواریون مسیح که همگی یهودی بودند، در سرزنش روحانیون ریاکار یهودی بارها سخن گفته‌اند[۱۰۹][۱۱۰][۱۱۱][۱۱۲][۱۱۳] و این انتقاد از روحانیون ریاکار فریسی مختص پولس نیست. لازم است ذکر شود که پولس نیز خود یک یهودی بود،[۱۱۴] در بسیاری از سفرهای تبلیغی خود به عنوان یکی از رسولان مسیح و حتی تا آخرین سال‌های زندگی، با یهودیان گفت و گو[۱۱۵] می‌کرد، و برای گفت و گو با یهودیان به کنیسه می‌رفت.[۱۱۶][۱۱۷] پس عیسی مسیح و رسولان مسیح، شامل پولس، با ریاکاری‌های مذهبی مخالف بودند، نه اینکه یهودستیز باشند. در ضمن، پولس خود یک یهودی بود[۷][۹][۱۰]، چطور ممکن است که یهودستیز بوده باشد؟
2. اینکه عیسی مسیح خداوند است (خداوند حضور و تجلی خود را در جسم انسانی عیسی قرار داد، هم‌زمانی که خداوند پدر آسمانی انسان‌ها و حاضر و محیط بر کل عالم است، و هم‌زمان به عنوان روح القدس در فکر و وجود انسان‌های ایمان دار ساکن است) ابداع پولس نیست، بلکه شناختی است که خالق و خداوند یکتا در مسیحیت، در انجیل از خود به انسان‌ها داده است.[۱۱۸][۱۱۹][۱۲۰][۱۲۱][۱۲۲][۱۲۳][۱۲۴]
3. عشای ربانی آئینی است که عیسی آن را به حواریون خود آموخت و انجام آن را به پیروان خود فرمان داد.[۱۲۵][۱۲۶][۱۲۷] این ابداع پولس نبود.
4. بر طبق انجیل، عیسی مصلوب شدن خود را در از پیش اعلام کرده بود[۱۲۸] و در راه پیام نجات بخش الهی فدا شد و از فدا شدن جان خود در این راه دریغ نکرد و قربانی گناهان بشر شد.[۱۲۹] این موضوع را پولس ابداع نکرد.
5. در مورد مسیح بودن عیسی، تمام نگارندگان مسیحی در هر دوره ای به مسیح بودن عیسی اعتقاد و ایمان داشته‌اند.[۱۳۰][۱۳۱][۱۳۲][۱۳۳][۱۳۴] مسیح بودن عیسی را پولس ابداع نکرد.
6. عیسی خود در انجیل اظهار می‌کند که پادشاهی او از جنس پادشاهی این زمین نیست.[۱۳۵][۱۳۶] این ابداع پولس نیست.
7. عیسی مسیح همواره تمامی مردم دنیا را به پیروی از خود فراخواند، نه فقط قوم یهود را[۱۳۷][۱۳۸][۹۳] این دعوت همگانی ادعایی نبود که پولس آن را ساخته باشد.
8. در خصوص بند ۸ مطرح شده در بالا، نگاه کنید به بخش «آموزه‌های پولس در خصوص «شریعت یهود (تورات)» و «آداب و رسوم یهودی»»
9. پولس اصولاً امکان این را نداشته که باور مردم را در دست بگیرد. پولس بارها دستگیر شد و در نهایت به رُم برده شد و قدرت و حمایتی اساساً وجود نداشته تا او بخواهد اعتقاد مردم را به دست بگیرد. بارها پیش آمده بود که پولس (مانند سایر رسولان مسیح و خود عیسی مسیح) از طرف مردم رد شد و او بدون لعنت و نفرین، آن محل را ترک نمود.[۱۳۹] او هیچگاه اعتقاد مردم را به دست نگرفت، همچنان که از نامه‌های او بر می‌آید، کلیساهایی (جمع‌های مسیحی ای) که او خود در بین اقوام غیریهودی پایه‌گذاری کرده بود، گاهی برخلاف آموزه‌های او عمل می‌کرده‌اند.[۱۴۰] پولس همچنین از اینکه کلیسایی به نام «کلیسای پولس» تأسیس شود و باعث جدایی از سایر کلیساها شود که توسط دیگر حواریون و شاگردان مسیح پایه‌گذاری شده بود، به شدت نهی و نکوهش کرده بود.[۱۴۱]

## انجیل برنابا
در انجیلی که به برنابا منتسب است و نزد مسیحیان فاقد ارزش است (انجیل برنابا، اثری جعلی متعلق به قرن ۱۴ یا ۱۵ میلادی که نه توسط برنابا، بلکه توسط یک یا چند نویسندهٔ مسلمان و در فضای اسلامی نوشته شده)، گفته شده است:
عده‌ای بشارت دادند به اینکه یسوع (عیسی) همان پسر خداست و در شمارهٔ ایشان پولس هم فریب خورد.
هرچند باید توجه داشت که نویسندهٔ «انجیل برنابا» سایر حواریون و رسولان مسیح، از جمله پطرس رسول را نیز در چندین نوبت سرزنش کرده و حتی مریم مقدس را در زمرهٔ افرادی می‌داند که به اشتباه فکر می‌کرد که عیسی مصلوب شده است. نهایتاً نویسندهٔ انجیل برنابا پولس را نیز سرزنش و عامل تحریفِ تعالیم عیسی معرفی می‌کند و در کتابش به مخالفت با آموزه‌های موجود در رساله‌های پولس پرداخته؛ از جمله اینکه انجیل برنابا معتقد است که ختنه برای رستگاری و نجات الهی لازم و واجب است و به این جهت پولس را جهت منسوخ شدن حکم ختنه سرزنش می‌کند، در حالی که منسوخ شدن ختنه در شورای اورشلیم بین پولس و برنابا با پطرس و یعقوب و سایر رسولان مسیح به دست آمده بود.
نکتهٔ جالب توجه اینکه، انجیل برنابا که ادعا می‌کند توسط برنابا نوشته شده، می‌گوید: این موضوع که عیسی مسیح مصلوب نشده، تا زمان آمدن پیامبر اسلام مانند یک راز باقی خواهد ماند تا او این راز را بر همگان آشکار سازد. این یک تناقض درون متنی است، چرا که انجیل برنابا ادعا می‌کند توسط برنابا و قبل از اسلام نوشته شده است و خودش این راز مصلوب نشدن عیسی مسیح را آشکار کرده است!

## پولس و برنابا
"و بعد از ایام چند، پولس به برنابا گفت، برگردیم و برادران را در هر شهری که در آن‌ها به کلام خداوند اعلام نمودیم، دیدن کنیم که چگونه باشند. اما برنابا چنان مصلحت دید که یوحنای ملقب به مَرقُس را نیز همراه بردارد. لیکن پولس چنین صلاح دانست که شخصی را که از پمفلیه از ایشان جدا شده بود، و با ایشان در کار همراهی نکرده بود، با خود نبرد. پس نزاعی سخت شد بحدی که از یکدیگر جدا شده، برنابا مَرقُس را برداشته به قبرس از راه دریا رفت. اما پولس سیلاس را اختیار کرد و از برادران به فیض خداوند سپرده شده، رو به سفر نهاد. و از سوریه و قیلقیه عبور کرده، کلیساها را استوار نمود"
دیدگاه‌ها به این واقعه را می‌توان به دو بخش تقسیم کرد:

##### دیدگاه منتقدان
برخی منتقدان مسیحیت، جدایی بین برنابا و پولس را، به دلایل اعتقادی می‌دانند و روایت ذکر شده در بالا را قبول ندارند؛ به دلایل ذیل:

### الف-
نمی‌توان قبول کرد جدایی بین دو دوست صمیمی مبلغ و دینی، فقط به دلیل بردن و نبردن یک شخص به یک مکان، عاقلانه و منطقی باشد. به‌خصوص اینکه در هر چهار انجیل، عیسی دستور داد: «با همدیگر محبت و مهربانی نمایید»

### ب-
پولس در رسالهٔ خود به غلاطیان، به صراحت کامل، برنابا را منافق و دو روی خوانده است، و می‌گوید:
«و سایر یهودیان هم با وی (پطرس) نفاق کردند، بحدی که برنابا نیز در نفاق ایشان گرفتار شد»
منافق خواندن برنابا توسط پولس، نشان می‌دهد که علت اختلاف و جدایی بزرگتر بوده، و اختلافات برسر عقاید اساسی و اصولی بوده است که پولس را وادار به «منافق خواندن برنابا و پطرس» نموده است. نه فقط به دلیل بردن و نبردن یک شخص.
نکته دیگر، این است که نویسنده اعمال رسولان بعد از جدایی که در فصل ۱۵ کتاب مذکور است، تا آخر کتاب نه از برنابا نام می‌برد و نه هم از کارکردها و نوشته‌هایش. ولی قبل از داستان این جدایی، از وی به نیکویی یاد می‌کند، چنان‌که می‌گوید «و یوسف که رسولان او را برنابا یعنی ابن الواعظ (پسر پندها) لقب دادند، مردی از سبط لاوی و از طایفهٔ قبرسی، زمینی که داشت، فروخت، قیمت آن را آورد و پیش قدم‌های رسولان گذارد»
ویل دورانت می‌گوید «محتملا در سال ۵۰ میلادی، پولس به سفر تبلیغی دوم رفت، با برنابا که از آن هنگام به بعد در زادگاهش، قبرس از صحنه تاریخ محو می‌شود، مشاجره کرده بود…». همچنین تاریخ با کاستن نابجای سهم برنابا آن را نخستین سفر تبلیغی پولس می‌نامد.

##### دیدگاه موافقان
در مقابل، مسیحیان و سایر موافقان روایت مذکور در کتاب اعمال رسولان، دلایل زیر را در تأیید صحّت روایت و رد انتقادات مطرح شدهٔ فوق مطرح می‌کنند:

### در پاسخ به الف-
نکتهٔ اول: بحث بر سر «بردن یا نبردنِ یک نفرِ» معمولی و کم‌اهمیت نبود، بلکه شخص مذکور، مَرقُس، پسرعموی برنابا بود، که بر طبق سنّت مسیحی، بعدها او انجیل مَرقُس (=یکی از چهار انجیل موجود در کتاب مقدس) را با الهام از «خداوند، روح‌القدس» به نگارش درآورد.
نکتهٔ دوم: داشتن «محبت و مهربانی نسبت به یکدیگر» تضادی با داشتن اختلاف نظر بین دو نفر ندارد! برای مثال، وقتی دو پزشک قلب در خصوص جراحی کردن یا جراحی نکردن قلب یک بیمار با یکدیگر اختلاف نظر دارند، به معنی این نیست که نسبت به هم «محبت و مهربانی» ندارند، بلکه صرفاً یکی معتقد است «به نفع بیمار است جراحی شود» و دیگری معتقد است «به نفع بیمار نیست جراحی شود». باید دقت شود که سفر بشارتی برای فراخواندن مردم به ایمان به عیسی‌مسیح، آن هم در سال‌های اولیهٔ پس از دستگیری و مصلوب شدن خود عیسی‌مسیح، مخاطرات جانی زیاد و همچمنین هزینه‌های زمانی و مالی قابل توجهی داشت. این موضوع اصلاً موضوع کم‌اهمیتی نبود، به خصوص که مسیحیان از سوی یهودیان تحت فشار بوده و از نظر مالی در شرایط نامناسبی بودند. توجه شود که این منابع مالی مسیحیان در اورشلیم در حدی کم بود که مسیحیان سایر مناطق برای مسیحیان اورشلیم کمک مالی می‌فرستادند. پس تصمیم گرفتن در خصوص نفراتی که در یک سفر عازم می‌شوند موضوع مهمی بود که برنابا رسول و پولس رسول بر سر این موضوع با یکدیگر اختلاف نظر داشتند، مانند همان دو پزشک قلب مذکور در بالا، اما این اختلاف نظر، اختلاف نظر اعتقادی نبود، بلکه اختلاف نظر در خصوص نحوهٔ انجام کار بود.
مجادلهٔ بین پولس و برنابا، می‌توانسته به این دلیل بوده باشد که پولس نگرانِ تکرار رخداد قبلی و هزینه‌های متعاقب زمانی و مالی آن بوده است، یعنی انصراف مرقس از سفر و بازگشت او به اورشلیم، که در میانهٔ سفر تبلیغی پامفیلیه اتفاق افتاده بود. درحالی که برنابا احتمالاً موضع منعطف‌تری داشته و باور داشته باید به مرقس باز هم فرصت داد و او را از این سفر مهم محروم نکرد، هرچند به قیمت ریسک مالی و زمانی و تکرار رخداد قبلی. همین بینش و نگرش برنابا رسول بود، که باعث شده بود برنابا در چندین سال قبل، راه توبه به روی پولس باز بماند و زمانی که پولس به مسیح ایمان آورد و مسیحیان به دلیل نگرانی از گذشتهٔ پولس، او را نمی‌پذیرفتند، برنابا دست رد به سینهٔ پولس نزد، بلکه کنار پولس ایستاد و درستی و صداقت وی را نزد سایر رسولان مسیح تأیید کرد، هرچند به قیمت ریسک جانی و مالی آن.
در رسالهٔ کولسیان، که از آخرین رساله‌های پولس می‌باشد نیز ظاهراً به همین اختلاف پولس و مرقس در سفر تبلیغی مذکور اشاره شده باشد. قابل توجه است که پولس از مسیحیان مخاطب خود می‌خواهد تا "مَرقُس، پسرعموی برنابا" را با گرمی بپذیرند. به نظر می‌رسد گذر زمان باعث شده بود پولس در تصمیم‌گیری‌های خویش به قدر روزهای جوانی خویش سرسخت نبوده، بلکه بیشتر منعطف باشد، دقیقاً همان رفتار منعطفی که برنابا زمانی با خود پولس داشت و از مسیحیان خواست تا پولس را بپذیرند، این بار پولس از مسیحیان می‌خواست که مرقس را «بپذیرند».
واقعه بین پولس و مرقس و برنابا ظاهراً بعدتر از سوی هر دو شخص با دیدهٔ چشم پوشی نگریسته شده و آنها مجدداً همدیگر را در تبلیغ انجیل همراهی کرده باشند، به نحوی که پولس، مرقس و لوقا با هم در رُم در زندان بوده‌اند. پولس همچنین در رسالهٔ فیلمون، که حدود سال ۶۲ میلادی نگاشته شده، مَرقُس را در کنار لوقا و جزو همراهان/همکاران خود می‌خواند. این رسولان (برنابا، پولس و مرقس) صرفاً در برنامه‌ریزی برای سفر تبلیغی خود اختلاف نظر داشتند و نه در خصوص آموزه‌های خود. مثال دیگر در خصوص اختلاف نظر بین دو شخص ایمان دار و خداترس، مریم و مارتا هستند که وقتی عیسی مسیح میهمان خانهٔ آن‌ها بود، مریم گوش سپردن به کلام مسیح را در درجهٔ اول اولویت می‌دانست، اما مارتا خدمت گزاردن و احترام به عیسی مسیح را اولویت اول می‌دانست، حال آن که هدف هر دوی این اشخاص با ایمان، انجام دادن کار درست بود. در این روایت اختلاف طرز دیدگاه و نگرش مریم و مارتا به نحوی است که مارتا مستقیماً نزد عیسی مسیح از مریم انتقاد می‌کند. عیسی مسیح هیچ‌کدام از این دو شخص ایمان دار را محکوم نکرد بلکه هردوی ایشان را تسلی داد، زیرا هدف و باور هر دو درست بود، تفاوت تنها در راه و روش ایشان بود.

### در پاسخ به ب-
این انتقاد نمی‌تواند صحّت داشته باشد، چرا که:
- در رسالهٔ غلاطیان برنابا یا پطرس "منافق" خوانده نشده‌اند، بلکه نوشته شده "به ریاکاری کشیده شدند" یا "از جهت ریا خطا کردند".[۱۶۳] به این معنا که طریقهٔ عملکرد پطرس و برنابا هنگامی که عده‌ای از یهودیان تندرو به انطاکیه آمدند، وجههٔ ریاکارانه داشته. اما این نشان‌دهندهٔ آن نیست که پولس، پطرس یا برنابا را به صورت کلی ریاکار می‌داند. برای مثال، عیسی مسیح نیز یک بار در انجیل طرز دیدگاه ابتدایی پطرس در خصوص "مسیح" را غیرالهی خواند و حتی خطاب به پطرس فرمود "دور شو از من ای شیطان. اندیشهٔ تو از خدا نیست، بلکه از انسان‌ها".[۱۶۴][۱۶۵] آیا این سخن عیسی مسیح به منزلهٔ آن بود که پطرس شیطان است و شخصیتی شیطانی است؟ مسلّماً خیر، واضح است که اینطور نیست، چرا که هر چهار انجیل به جایگاه نخست پطرس بین حواریون تأکید دارند و عیسی مسیح پس از رستاخیز خود، پطرس را به صورت ویژه برای هدایت مسیحیان فرا می‌خواند.[۱۶۶] عیسی مسیح نیت و قصد پطرس آگاه بود، و به همین جهت صرفاً طرز فکر اشتباه پطرس در خصوص «مسیح» را که پطرس در اوایل داشت، محکوم کرد، نه اینکه خود پطرس را محکوم کرده باشد.
- پولس و پطرس و برنابا سال‌ها با هم به تبلیغ کلام مسیح بین مردمان پرداخته بودند[۱۹] و اینطور نبود که ناگهان در انطاکیه و پس از آمدن عده ای از فریسیان[۵۰] از اورشلیم ناگهان بر سر عقاید اساسی و اصولی اختلاف پیدا کرده باشند. واقعهٔ انطاکیه صرفاً اشاره به برخورد و عملکرد پطرس و برنابا بعد از سررسیدن اِفراطیون است.[۱۶۷] به همین ترتیب در واقعهٔ انطاکیه، پطرس و برنابا نیّت درستی داشتند. ایشان (پطرس رسول و برنابا رسول) با این نیت که مسیحیانی که سابقاً یهودی اِفراطی بودند، پس از دیدن اینکه پطرس و برنابا با مسیحیان غیریهودی هم سفره شده‌اند، تنش ایجاد نکرده و جو را متشنج نکنند، در وهلهٔ اول موقتاً سعی در فاصله گرفتن از مسیحیان غیریهودی می‌کنند تا بعداً دربارهٔ هم‌نشین هم سفره شدن با مسیحیان غیریهودی صحبت کنند، همان‌طور که پیشتر نیز اتفاق افتاده بود و این اِفراطیون فریسی با پطرس به مقابله برخاسته بودند.[۶۶] نیّت پطرس و برنابا نیّت درستی بود: جلوگیری از ایجاد تنش، اما عملشان فی نفسه درست نبود، چرا که این کار -فاصله گرفتن از مسیحیان غیریهودی- می‌توانست به نوعی تأیید مواضع یهودیان تندرویی قلمداد شود که غیریهودیان را نجس و ناپاک می‌دانستند.[۱۶۷] پطرس و برنابا هیچ‌کدام قلباً راضی به فاصله از مسیحیان غیریهودی نبودند، و پولس نیز صرفاً این نگرانی پطرس را عامل فاصله گرفتن پطرس و برنابا از مسیحیان غیریهودی می‌داند و نه اعتقادات پطرس، همان‌طور که در رسالهٔ غلاطیان مکتوب است: "چون، پیش از آنکه کسانی از نزد یعقوب بیایند، او (پطرس) با اُمّت‌ها غذا می‌خورد و وقتی که آمدند خود را پنهان کرده و به کناری رفت زیرا از مختونان می‌ترسید'".[۱۶۸]
- پولس در رساله اول قرنتیان[۱۶۹] از حواریون و شاگردان مسیح، و به‌طور خاص از پطرس و باز به‌طور خاص از برنابا به عنوان رسولی هم تراز خود، به عنوان برادران و رسولان مسیح یاد می‌کند. از آنجا که احتمالاً رسالهٔ اول قرنتیان پس از رسالهٔ غلاطیان نگاشته شده است، سندی دیگری موجود است که به‌طور مشخص و واضح نشان دهندهٔ این است که پولس پس از واقعهٔ انطاکیه در خصوص جایگاه پطرس و برنابا همچنان احترام قائل بوده است و از ایشان به عنوان رسولان خداوند یاد می‌کند.[۱۷۰][۱۷۱][۱۷۲]

پس در جمع این نتیجه به دست می‌آید که پطرس (به عنوان پیشوای مسیحیان) و پولس و برنابا از نظر اصول اعتقادی اختلاف نداشتند، بلکه همچون مریم و مارتا تفاوت نحوهٔ مواجهه و برخورد با وقایع را داشتند. همچنین پطرس و پولس و برنابا همدیگر را همواره به عنوان رسولان خداوند می‌دانستند.

## پولس و پطرس
در این بخش، نظرات منتقدان مسیحیت و پاسخ مسیحیان به این انتقادات در خصوص «ارتباط پطرس و پولس» مطرح شده است.

### پطرس کیست؟
شمعون پطرس به همراه برادرش جزء اولین حواریون مسیح گردیدند. او توسط عیسی به «کیفا» یا همان «پطرس» که به معنای صخره است ملقب شد. و اظهار داشت که کلیسای خود را بر این صخره بنا می‌کند. عیسی خطاب به پطرس می‌گوید: ای شمعون، پسر یونا،... تو پطرس [= صخره] هستی ومن بر این صخره کلیسای خود را بنا می‌کنم و نیروهای مرگ هرگز بر آن چیره نخواهد شد و کلیدهای پادشاهی آسمانی را به تو می‌دهم. آنچه را که تو در زمین منع کنی در آسمان ممنوع خواهد شد و هر چه را که بر زمین جایز بدانی، در آسمان جایز دانسته خواهد شد. در فقره‌ای دیگر از انجیل یوحنا مگوید از گوسفندان من پاسداری کن. مسیح پس از زنده شدن خویش نیز، بر پطرس ظاهر شده و بار دیگر مسئولیت رهبری کلیسا را به وی گوشزد نمود. پس از عیسی نیز پطرس همواره به عنوان رهبر و سخنگوی جامعه مسیحی و بزرگ حواریون تلقی می‌شد. هر چهار انجیل، پطرس را نزدیک‌ترین شخص به عیسی معرفی می‌کنند. بابهای اولیه کتاب اعمال رسولان نشان می‌دهد پطرس رهبری امت مسیحی را بر عهده داشت.
- تحلیل «برخی» از منتقدان مسیحیت:

خلاصه تا زمانی که پولس، اظهار ایمان نکرده بود، همه شاگردان و مسیحیان بعد از عیسی، پطرس را پدر و رهبر خود می‌دانستند. ریاست جلسات در تصمیم گیریهای مهم با او بود. سخنگوی حواریون بود و با غیر مسیحیان سخن می‌گفت. ولی با ادعای رسالت از جانب پولس وضعیت عوض می‌شود.
- پاسخ مسیحیان:

چند ایراد در تحلیل منتقدان مسیحیت قابل توجه است:
۱- پطرس «سخنگوی حواریون» نبود، بلکه پیشوا و مرجع حواریون و تمام مسیحیان بود.
۲- منظور از «با غیر مسیحیان سخن می‌گفت» در بخش «تحلیل منتقدان مسیحیت» چیست؟ چرا که این وظیفهٔ تمام حواریون و شاگردان مسیح بود، که با غیرمسیحیان سخن بگویند و ایشان را به مسیحیت فرا بخوانند.
۳- احتمالاً منظور نویسندهٔ انتقاد فوق "غیریهودیان" باشد و اینکه شاید منظور این است که "فقط پطرس حق داشت غیریهودیان را به مسیحیت فرا بخواند". امّا این بسیار نادرست است، زیرا عیسی مسیح، خطاب به تمام حواریون و شاگردان مأموریت داد تا تمام انسان‌ها (یهودی و غیر یهودی) را به کلام خدا فرابخوانند. پطرس تنها مبلّغ مسیحیت نبود، بلکه مرجع و پیشوا و معیار سنجش بود که تمام حواریون و شاگردان مسیح (از جمله پولس و برنابا) باید آموزه‌های مسیحی توسط پطرس را مرجع و سرلوحهٔ خود قرار می‌دادند و اگر پطرس کسی را تأیید می‌کرد، او شاگرد حقیقی مسیح بود و اگر پطرس کسی را رد می‌کرد، وی شاگرد مسیح نبود. اما این به این معنی نیست که سایر حواریون حق نداشتند یا نمی‌توانستند پیام مسیح را به "غیریهودیان" اعلام کنند. چرا که به نظر عقلانی نمی‌رسد که فقط پطرس به تنهایی به تمام نقاط و قاره‌های دنیا رفته و کلام مسیح را آنجا اعلام کند و همچنین پس از درگذشت پطرس در حدود سال ۶۵ میلادی، کلام مسیح به فراموشی سپرده شود.
۴- پیشوا بودن پطرس، پس از ایمان آوردن پولس تغییری نمی‌کند. پولس همواره جایگاه پطرس به عنوان پیشوای مسیحیان را پذیرفته بود. پولس از پطرس و یعقوب به عنوان «رسولان پیش از خود» نام می‌برد و با پطرس به عنوان مرجع تعالیم مسیحیت در ارتباط بود و همچنین در تأیید مأموریت خود و برنابا، از تأیید شدن توسط "یعقوب و کیفا (=پطرس) و یوحنا" به عنوان "ستون‌ها (ی ایمان یا کلیسا)" نام می‌برد. این موضوع همچنین در سفر پولس و برنابا به اورشلیم برای رفع موضوع «اجباری بودن ختنه برای غیر یهودیان» جهت شنیدن نظر پطرس مشهود است. همچنین پولس در رسالهٔ اول قرنتیان از کیفا (=پطرس) به‌طور خاص در کنار رسولان و برادران مسیح نام می‌برد. به این ترتیب مشهود است پولس به جایگاه پطرس احترام قائل بوده است.

### پطرس در کتاب مقدس
- تحلیل «برخی» از منتقدان مسیحیت:

در مجموع کتاب مقدس در بخش‌های مختلف تصویرهای متضادی از پطرس نشان می‌دهد. شاید بتوان ریشهٔ این تصویر پردازی منفی را در مخالفت پولس با پطرس ارزیابی نمود. پولس پس از گرویدن به مسیحیت، به مخالفت با پطرس و حتی متهم نمودن وی پرداخت. بنابراین بعید نیست که انجیلها که از نظر تاریخی، پس از رسالت پولس و سالها پس از کشته شدن پطرس نگاشته شده‌اند، این داستانها را تحت تأثیر تفکرات و نوشته‌های پولس و پیروان وی ذکر نموده باشند[منبع؟].
- پاسخ مسیحیان:

۱- منظور از «تصویرهای متضاد از پطرس» چیست؟ نگارندهٔ انجیل لوقا و کتاب اعمال رسولان، که یک شخص است، شاگرد پولس بوده است و طبق سنّت مسیحی لوقا است. حال آن که انجیل لوقا و کتاب اعمال رسولان و سه انجیل دیگر از پطرس به عنوان حواری تراز اول عیسی مسیح نام برده‌اند. همچنین در کتاب اعمال رسولان جز به نیکی از پطرس نام برده نشده است. لوقا در کتاب اعمال رسولان از پطرس در کنار مریم، مادر عیسی مسیح، به عنوان هستهٔ مرکزی و اولیهٔ مسیحیان نام برده است که این نشان دهندهٔ جایگاه والایی است که لوقا، به عنوان شاگرد پولس، برای پطرس قایل است. قائدتاً اگر آن طور که در بخش «تحلیل منتقدان مسیحیت» گفته شده، کسانی از شاگردان پولس سعی در تخریب شخصیت پطرس داشته‌اند، لوقا بهترین گزینه باید باشد، حال آن که لوقا در کتاب اعمال رسولان، جز به نیکی از پطرس نام نبرده است. برعکس، این خود لوقا، یعنی شاگرد خود پولس است که -غیر از رساله‌های خود پولس- تنها منبعی است که گذشتهٔ گناه آلود پولس را شرح داده است، بدون اینکه هیچ گونه سعی و تلاشی در توجیه یا دفاع از گذشتهٔ پولس داشته باشد، در مقابل اما جز نیکی از پطرس نام نبرده است.
۲- همچنین خود پولس در رساله‌های خود به این گذشتهٔ گناه آلود خود اشاره کرده و خود را کوچک‌ترین رسولان مسیح می‌داند.
۳- پولس پس از گرویدن به مسیحیت به مخالفت با پطرس نپرداخت، بلکه برخلاف ادعای مطرح شده در بخش «تحلیل منتقدان مسیحیت»، پولس به ملاقات پطرس رفت. پطرس نیز رسالت پولس را پس از شنیدن شرح توبهٔ پولس توسط برنابا، تأیید کرده بود. تنها جایی که می‌دانیم پولس از پطرس انتقاد کرد، در انطاکیه و ۱۴ سال پس از ملاقات اول پولس با پطرس بود. باید متوجه بود، که انتقاد به معنی مخالفت با اصول و اعتقادات نیست. انتقاد صرفاً به یک عمل (act) پطرس بود که وجههٔ ریاکارانه داشته و نه اصول اعتقادی. پولس و پطرس و برنابا سال‌ها با هم به تبلیغ کلام مسیح بین مردمان پرداخته بودند و اینطور نبود که ناگهان در انطاکیه و پس از آمدن عده ای از اِفراطیونِ فریسی از اورشلیم ناگهان بر سر عقاید اساسی و اصولی اختلاف پیدا کرده باشند. واقعهٔ انطاکیه صرفاً اشاره به برخورد و عملکرد پطرس بعد از سررسیدن اِفراطیون است. در واقعهٔ انطاکیه، پطرس نیّت درستی داشت. پطرس رسول با این نیت که مسیحیانی که سابقاً یهودی اِفراطی بودند، پس از دیدن اینکه پطرس با مسیحیان غیریهودی هم سفره شده‌اند، تنش ایجاد نکرده و جو را متشنج نکنند، در وهلهٔ اول موقتاً سعی در فاصله گرفتن از مسیحیان غیریهودی می‌کند تا بعداً دربارهٔ هم‌نشینی و هم سفره شدن با مسیحیان غیریهودی صحبت کنند، همان‌طور که پیشتر نیز اتفاق افتاده بود و این اِفراطیون فریسی با پطرس به مقابله برخاسته بودند. نیّت پطرس نیّت درستی بود: جلوگیری از ایجاد تنش، اما این عمل فی نفسه درست نبود، چرا که این کار -فاصله گرفتن از مسیحیان غیریهودی- به نوعی می‌توانست تأیید مواضع یهودیان تندرویی قلمداد شود که غیریهودیان را نجس و ناپاک می‌دانستند. پطرس قلباً راضی به فاصله از مسیحیان غیریهودی نبود، و پولس نیز صرفاً این نگرانی پطرس را عامل فاصله گرفتن پطرس و برنابا از مسیحیان غیریهودی می‌داند و نه اعتقادات پطرس، همان‌طور که در رسالهٔ غلاطیان مکتوب است: "چون، پیش از آنکه کسانی از نزد یعقوب بیایند، او (پطرس) با اُمّت‌ها غذا می‌خورد و وقتی که آمدند خود را پنهان کرده و به کناری رفت زیرا از مختونان می‌ترسید'".
۴- این گزاره که «انجیل‌ها سال‌ها پس از کشته شدن پطرس نگاشته شده‌اند»، نظر برخی از مورخان است و صرفاً یک نظریه است. اما طبق نظر مورخان دیگر انجیل‌ها خیلی زودتر و پیش از کشته شدن پطرس نگاشته شده‌اند. دلیل اصلی اینکه برخی تاریخ شناسان غیر مسیحی، تاریخ نگارش اناجیل اَربَعه (متی، مرقس، لوقا، یوحنا) را به بعد از سال ۷۰ میلادی نسبت می‌دهند این است که در انجیل‌ها عیسی مسیح ویرانی معبد اورشلیم را پیش‌بینی کرده است و از آنجا که این دسته از تاریخ شناسان غیرمسیحی باور ندارند که عیسی مسیح قادر به پیشگویی تخریب معبد اورشلیم بوده باشد، پس نتیجه می‌گیرند که انجیل‌ها بعد از تحریب معبد اورشلیم یعنی سال ۷۰ میلادی نوشته شده‌اند، حال آنکه برخی دیگر از تاریخ شناسان که باور دارند مسیح قادر به پیشگویی ویرانی معبد اورشلیم بوده، با استناد به تحلیل درون متنیِ انجیل‌ها، تاریخ تألیف بسیار زودهنگام تری (قبل از کشته شدن پطرس) را تخمین زده‌اند.

### آیا پولس و پطرس در تضاد با یکدیگر بودند؟
- تحلیل «برخی» از منتقدان مسیحیت:

در رساله پولس به غلاطیان فصل دوم گوشه ای از این اختلافات گزارش داده شده.
پولس در این رساله، قبل از اینکه اختلاف خود را با پطرس، شرح دهد، اصطلاح «برادران کذبه» و آنانی که معتبر اند (معتبر به نظر می‌رسند) را نیز استفاده کرده و از آنان، سخت انتقاد کرده است.
پولس می‌نویسد: «لیکن تیطس نیز که همراه من و یونانی بود، مجبور نشد که ختنه شود. و این بسبب برادران کذبه بود که پنهانی نفوذ کرده بودند تا آزادی ما را که در مسیح عیسی داریم، جاسوسی کنند و تا مارا به بنده گی[املای صحیح: بندگی] درآورند. که ایشان را یک ساعت هم به اطاعت در این امر تابع نشدیم تا راستی انجیل در شما ثابت بماند»
"برادران کذبه" چه کسانی بودند؟ یعنی منظور پولس، چیست؟ تعدادی از طرفداران پولس سعی دارند آن را به یهودیان فریسی منسوب گردانند. ولی با ادامه مطالعه این بخش می‌بینیم که پولس به صراحت از پطرس نام می‌برد. پولس در ادامه از عبارت "آنانی که معتبراند که چیزی می‌باشند "استفاده می‌کند:"اما از آنانی که معتبر اند که چیزی می‌باشند، هر چه بودند مرا تفاوتی نیست، خدا برصورت انسان نگاه نمی‌کند؛ زیرا آنانی که معتبر اند، به من هیچ نفع نرسانیدند". عبارت "آنانیکه معتبر اند که چیزی می‌باشند " در متن انگلیسی به‌صورت " But from those who seemed to be something " Galatians 2:6 NKJVآمده که به معنی «آنانکه به نظر می‌رسد که چیزی می‌باشند» آمده که در اینجا پولس با عبارت «به نظر می‌رسد» سعی در کوچک کردن اشخاص مورد نظر را دارد.
اما اینکه عبارت "آنانیکه معتبر اند که چیزی می‌باشند "به چه کسانی اشاره می‌کند؟
پولس، بعد از سه آیه، اختلاف خود را با پطرس حواری، اینگونه شرح می‌دهد:
" اما چون پطرس به انطاکیه آمد، او را بروبرو مخالفت نمودم زیرا که مستوجب ملامت بود. چونکه قبل از آمدن بعضی از جانب یعقوب، با امت‌ها غذا می‌خورد؛ ولی چون آمدند، از آنانی که اهل ختنه بودند ترسیده بازایستاد و خویشتن را جدا ساخت و سایر یهودیان هم با وی نفاق کردند، بحدی که برنابا نیز در نفاق ایشان گرفتار شد.
پولس، به علاوه اینکه بین یهودیان و غیریهودیان، تفکیک قایل شده. از یک طرف پطرس و بارنابا را در مقابل جمع با الفاظ بسیار کوبنده ملامت نموده است و آنها را منافق خوانده، و از طرف دیگر دلیل این را هم یک کار بسیار جزءی و کوچک می‌داند[منبع؟].
- پاسخ مسیحیان:

بخش‌هایی از انتقادات فوق تکراری است و به نظر می‌رسد با هدف سوءاستفاده از عدم اطلاع خوانندگانی نوشته شده است که عهدجدید را مطالعه نکرده‌اند.
۱- اینکه نویسندهٔ انتقاد فوق می‌گوید: "در رساله غلاطیان گوشه ای از این اختلافات گزارش شده" کاملاً بی اساس است. منظور نویسندهٔ انتقاد فوق کدام اختلافات است؟ در رساله‌های پولس فقط در رسالهٔ غلاطیان در خصوص "واقعهٔ انطاکیه" است که پولس اعتراض خود را به "عمل (act) و مواجههٔ پطرس" در هنگام سررسیدن افرادی از یهودیان اِفراطی (احتمالاً فریسی) از اورشلیم روایت می‌کند. این اختلاف اعتقادات نیست، بلکه صرفاً اعتراض به این موضوع است که پطرس "قبل از آمدن بعضی از جانب یعقوب، با امت‌ها غذا می‌خورد؛ ولی چون آمدند، از آنانی که اهل ختنه بودند ترسیده بازایستاد و خویشتن را جدا ساخت". نیّت پطرس رسول قطعاً نیّت درستی بود: جلوگیری از ایجاد تنش، اما نحوهٔ عملکرد وی، از آنجا که می‌توانست باعث سوءبرداشت شود، نحوهٔ عملکرد اشتباهی بود، چرا که این کار -فاصله گرفتن از مسیحیان غیریهودی- به نوعی می‌توانست تأیید مواضع یهودیان تندرویی قلمداد شود که غیریهودیان را نجس و ناپاک می‌دانستند. پطرس قلباً راضی به فاصله از مسیحیان غیریهودی نبود.
۲- یکی از اصلی‌ترین مسائل مطرح در آغاز مسیحیت، موضوع «پذیرفتن یا نپذیرفتن غیریهودیان در جمع مسیحیان بود». روایت‌های این موضوع بارها و بارها در کتاب اعمال رسولان و رساله‌های پولس گزارش شده است. برخی از -نه همه- یهودیانی که مسیحی شده بودند، که احتمالاً سابقاً فریسی بوده‌اند، غیریهودیان را نجس دانسته و هم سفره و همنشینی با آنان را نادرست می‌دانستند و به همین خاطر قبلاً به خود پطرس اعتراض کرده و پطرس را بازخواست و مجبور به توضیح کرده بودند. این عدّه که پولس آنان را "برادران کذبه" یا "برادران دروغین" می‌نامد، معتقد بودند سعادت از طریق ختنه امکان‌پذیر است و تمام غیریهودیان مجبورند خود را ختنه کنند. به این ترتیب مسیحیان غیریهودی، که قائدتاً افراد بزرگ‌سال بودند همچون کُرنِلیوس یا تیطُس، را مجبور می‌کردند تا همگی خود را ختنه کنند تا "برادران کذبه" آنان را نجس ندانند و با آنان همنشین شوند. از همین رو است که در کتاب اعمال رسولان، دائماً بر واژهٔ "اهل ختنه" تأکید شده است. این افراد وقتی پطرس اهالی خانوادهٔ کرنلیوس را که غیریهودی بودند به مسیحیت فراخواند، از این بابت خوشحال نبودند، بلکه صرفاً متعجب بودند و نمی‌خواستند غیریهودیان را غسل تعمید دهند به نحوی که پطرس به آنان دستور داد تا اهالی خانهٔ کُرنِلیوس را غسل تعمید دهند. دقیقاً به همین علت نیز تأکید پولس در رسالهٔ غلاطیان بر موضوع "اجباری بودن ختنه برای سعادتمند شدن" است، همان‌طور که نگاشته است :"چون در عیسی مسیح، نه ختنه شدن ارزشی دارد و نه نامختون بودن، بلکه ایمان که ثمرهٔ آن محبت است" و همچنین "نه ختنه شدن به حساب می‌آید و نه ختنه نشدن، بلکه از نو زاده شدن (= ایمان) به حساب خواهد آمد".
۳- ّبرادران کذبه" یا "برادران دروغین": نویسندهٔ بخش "تحلیل بخشی از منتقدان مسیحیت" به وضوح اطلاعات نادرست ارائه داده است.
چطور ممکن است پولس پطرس را «برادران دروغین» نامیده باشد، در حالی که ۳ آیه بعدتر در همین رسالهٔ غلاطیان می‌نویسد خدا پطرس را رسولی برای یهودیان قرار داده است؟ همچنین پولس می‌نویسد برادران دروغین "پنهانی نفوذ کرده بودند" تا خبرچینی کنند، حال آن که ۷ آیه بعد تر، پولس از ورود پطرس به انطاکیه می‌نویسد، نه از «پنهانی نفوذ کردن». پولس همچنین بین «پطرس» و «عده ای که از اورشلیم آمده بودند» تفاوت قایل شده و می‌نویسد که پطرس به سبب این عده نگران بود (afraid). نکتهٔ قابل توجه اینکه پولس همچنین یعقوب رسول را در این واقعه دخیل نمی‌داند و نمی‌نویسد «یعقوب ایشان را فرستاده بود» بلکه صرفاً می‌نویسد این عده «از نزد یعقوب آمده بودند» به این معنا که ایشان از اورشلیم آمده و خود را پیروان یعقوب رسول می‌دانستند. یک دلیل دیگر مبنی بر اینکه یعقوب رسول این افراد را نفرستاده بود، این است که وقتی پطرس خود در انطاکیه بود، پس دلیلی ندارد که یعقوب مجدداً عده ای را به انطاکیه فرستاده باشد. در واقع پولس اشاره می‌کند که این "برادران کذبه" به صورت خودسرانه و بدون اطلاع یعقوب آمده بودند یا آن طور که پولس می‌نویسد "پنهانی نفوذ کرده بودند". این موضوع در همخوانی با مطلبی است که در کتاب اعمال رسولان ثبت شده و بزرگان کلیسای اورشلیم (شامل پطرس و یعقوب) در نامه ای خطاب به مسیحیان غیریهودی ساکن انطاکیه نوشتند: "مطّلع شدیم چند نفری از بین ما، با سخنانشان شما را مشوّش کرده و روحتان را منقلب ساخته‌اند، بدون اینکه از ما دستور گرفته باشند". همچنین لوقا (شاگرد پولس) در کتاب اعمال رسولان، بین «پطرس و رسولان مسیح و برادران مؤمن» با «اهل ختنه» که قبلاً به خود پطرس در خصوص دعوت کُرنلیوس به مسیحیت اعتراض کرده بودند، تفاوت گذاشته شده است. توجه شود که این «اهل ختنه» به معنای «یهودی» نمی‌تواند باشد، چرا که «پطرس و پولس» هر دو یهودی و مختون بودند. این «اهل ختنه» با «برادران کذبه=برادران دروغین» که از تندروهای فریسی بودند تطابق دارد. از سوی دیگر، پولس همچنین می‌نویسد که آموزه‌های بزرگان (پطرس و یعقوب و یوحنا) هیچ تفاوتی با آموزه‌های پولس نداشت و هیچگاه تذکری یا هشداری از سوی ایشان مبنی بر غلط بودن تعالیم از آنان دریافت نکرده بود، بلکه «پطرس و یعقوب و یوحنا» مأموریت و تعالیم «پولس و برنابا» را تأیید کرده بودند و فقط به «پولس و برنابا» کمک به بینوایان را سفارش کرده بودند که پولس و برنابا نیز مقیّد به انجام این وظیفه بوده‌اند
۴- درخصوص عبارت "those who seem to be something" به معنی "آنان که معتبرند چیزی باشند":
این عبارت به معنی کوچک جلوه دادن جایگاه سایر رسولان مسیح -از جمله پطرس- نیست، بلکه به معنی «آنانی که معتبر شناخته می‌شوند» است. همان‌طور که در بندهای قبلی نیز اشاره شد، پولس در خصوص جایگاه رسولان، خود را کوچک‌ترین رسولان می‌داند. همچنین پولس در رسالهٔ رومیان از جمع‌آوری کمک برای مسیحیان یهودی نژاد ساکن اورشلیم که تحت ستم توسط سایر یهودیان بودند، با عنوان "خدمت به مقدسان" نام می‌برد که نشان دهندهٔ احترامی است، که پولس رسول برای مسیحیان یهودی نژاد اورشلیم و از جمله یعقوب رسول و همچنین پطرس رسول قائل است. لازم است ذکر شود که رسالهٔ رومیان، سال‌ها پس از رسالهٔ غلاطیان نگاشته شده و این نشان دهندهٔ است که پولس رسول و پطرس رسول و یعقوب رسول پس از واقعهٔ انطاکیه از یکدیگر جدا نشدند، بلکه همواره نسبت به یکدیگر به عنوان رسولان مسیح احترام قایل بوده‌اند. انتقاد پولس در رسالهٔ غلاطیان به افرادی -که سابقاً فریسی بودند- است که فقط تعالیم برخی از رسولان مسیح را قبول داشتند و بین تعالیم رسولان فرق قایل می‌شدند و این مطلب را به مخاطب یادآور می‌شود که: اعتبار یک رسول یا پیام یک رسول به این ربطی ندارد، که یک عده افرادی را معتبر بدانند یا ندانند، بلکه این خداست که تعیین کنندهٔ اعتبار یک رسول یا پیام آن رسول است. با این وجود پولس در همین آیه می‌نویسد که پولس هیچ تعلیم یا آموزهٔ دیگری در تعارض با تعلیم همین رسولان مسیح -ازجمله پطرس- نداشت و ایشان هیچ مطلبی یا تعلیمی یا تذکری به پولس نداده بودند. از سوی دیگر، پولس قبلاً مورد تأیید حواریون و برنابا قرار گرفته بود پس اینکه عده ای -که سابقاً فریسی بودند- همچنان دائماً با پولس مخالفت می‌کردند، دلیل منطقی نداشت. همچنین پولس رسالت خود و پطرس را، هر دو، از جانب خداوند می‌خواند، از همین رو واضح است که پولس سعی در کوچک کردن سایر رسولان خداوند -از جمله پطرس- را ندارد، بلکه از افرادی انتقاد می‌کند که بین تعلیم رسولان مسیح تفاوت قایل بودند و ایجاد تفرقه می‌کردند. پولس در رسالهٔ اول قرنتیان حتی خطاب به عده ای که خود را پیرو پولس یا سایر رسولان می‌دانستند، می‌نویسد "'پولس کیست؟'"، آیا نتیجه می‌گیریم که پولس قصد تحقیر خود را داشت؟ طبیعتاً خیر، پولس صرفاً این مطلب را به مخاطب بیان می‌کند، که تفرقه تحت عنوان پیروی از این رسول یا آن رسول نادرست است و مسیحیان در نهایت فقط باید در آموزهٔ عیسی مسیح باشند و خداوند را در کانون توجّه داشته باشند. دقیقاً به همین نحو است که پولس در رسالهٔ غلاطیان می‌نویسد "'سرشناسان، آنان که معتبرند چیزی باشند'، برای من تفاوت نمی‌کنند قبلاً چه بودند، زیرا خداوند جانبداری نمی‌کند- چیزی (هشداری یا تذکری) به من نرساندند"، تا به خواننده این مطلب را برساند که مهم نیست که عده ای یک رسول را قبول داشته باشند و دیگری را قبول نداشته باشند، بلکه مهم خداوند است. همچنین لوقا، که همواره و تا آخر عمر پولس، همراه پولس بود، از برنابا با احترام یاد می‌کند و در ترتیب نام بردن رسولان مسیح، ابتدا نام برنابا را برده و نام پولس را آخر از همه ذکر می‌کند. درنتیجه به وضوح مشهود است، که پولس درصدد کوچک کردن رسولان مسیح -از جمله پطرس یا برنابا- نیست.

### تبلیغ بین یهودیان و غیریهودیان
- تحلیل «برخی» از منتقدان مسیحیت:

پولس وظیفهٔ دعوت و تبلیغ در بین غیر یهودیان را از پطرس گرفت و پطرس را امر[منبع؟] به دعوت مختونان (یهودیان) نمود-
پولس می‌گوید: «و چون دیدند که بشارت نامختونان به من سپرده شد، چنان‌که بشارت مختونان به پطرس؛ زیرا او که برای رسالت مختونان در پطرس عمل کرد، در من هم برای امت‌ها عمل کرد» درحالی‌که برخلاف گفته پولس، پطرس خود را مأمور بشارت و تبلیغ بین امت‌ها (غیر یهودیان) می‌داند.
در کتاب اعمال رسولان آمده است که:
«پطرس برخواسته بدیشان گفت:ای برادران عزیز. شما آگاهید که از ایام اول، خدا از میان شما اختیار کرد که امت‌ها از زبان من کلام بشارت را بشنوند و ایمان آورند»
مسئله مورد اختلاف آنها برای اجرای شریعت توسط غیر یهود بود که پطرس حواری آن را لازم می‌دانست، اما پولس بر این نظر نبود و نجات را فقط از راه ایمان می‌دانست نه در پیروی از شریعت. پولس توانست رهبری مسیحیان غیر یهودی را به عهده گیرد و در واقع به سبب سهل‌گیری در شریعت و به عهده گرفتن رهبری مسیحیان غیر یهودی، روز به روز پیروان بیشتری پیدا کند، درحالی که مسیحیت تحت رهبری پطرس در میان جمعیت محدود صرفاً یهودی رشد اندکی داشت، که پیروان آن هم پس از چندی در اثر درگیری‌های داخلی پراکنده شده، از صحنه تاریخ کنار رفتند[منبع؟]. پولس همچنین با دعوت کلیساها به فرمانبرداری محض از حکومت و حاکمان، خود را برای حکومت بی خطر جلوه می‌داد رومیان،
- پاسخ مسیحیان:

۱- ادعای فوق، مبنی بر اینکه «پولس دعوت در بین غیریهودیان را از پطرس گرفت» ادعای نادرست و غیرقابل تصوری است. دعوت غیریهودیان به مسیحیت چیزی نبود، که پولس آن را از دست پطرس بگیرد، و پطرس و تمامی حواریون و رسولان دیگر نتوانند مسیحیت را بین غیریهودیان بشارت دهد، چرا که پطرس نیز می‌توانست هر زمان که نیاز بود، بین غیریهودیان فعالیت داشته باشد و مسیحیت را بشارت دهد. اگر پولس به صورت خودخوانده خود را رسولی برای اُمّت‌ها خوانده بود، پطرس این امکان را داشت، تا به‌طور همزمان بین غیریهودیان به تبلیغ مسیحیت پرداخته و پولس را به چالش بکشد. حال آن که سندی دال بر این موضوع وجود ندارد. بلکه برعکس، مسیحیان شناخته شده و مورد احترام در قرن اول، همچون کلمنت رم، که پطرس و پولس را می‌شناخت و بر طبق روایت‌های سنّتی مسیحی، با هردوی ایشان دیدار کرده بود و پیروِ هردوی پطرس و پولس بود، در نامه‌ای خطاب به مسیحیان ساکن در ناحیهٔ قرنت/کرنت که اصالت آن مورد تأیید تاریخ شناسان است، از هردوی پطرس و پولس، به عنوان ستون‌های ایمان نام می‌برد. این موضوع نشان دهندهٔ یکی بودن تعالیم و آموزه‌های پطرس و پولس است.
۲- این وظیفهٔ تمام حواریون و شاگردان مسیح بود، که با تمام امّت‌ها (یهودی و غیریهودی) سخن بگویند و ایشان را به مسیحیت فرا بخوانند نه فقط وظیفهٔ پطرس رسول. پطرس تنها مبلّغ مسیحیت نبود، بلکه مرجع و پیشوا و معیار سنجش بود که تمام حواریون و شاگردان مسیح (از جمله پولس و برنابا) باید آموزه‌های مسیحی توسط پطرس را مرجع و سرلوحهٔ خود قرار می‌دادند و اگر پطرس کسی را تأیید می‌کرد، او شاگرد حقیقی مسیح بود و اگر پطرس کسی را رد می‌کرد، وی شاگرد مسیح نبود. اما این به این معنی نیست که سایر حواریون حق نداشتند یا نمی‌توانستند پیام مسیح را به "غیریهودیان" اعلام کنند. چرا که ممکن نیست که فقط پطرس به تنهایی به تمام نقاط و قاره‌های دنیا رفته و کلام مسیح را آنجا اعلام کند و همچنین پس از درگذشت پطرس در حدود سال ۶۵ میلادی، کلام مسیح به فراموشی سپرده شود.
۳- پطرس رسول در شورای اورشلیم هیچگاه نگفت که فقط پطرس می‌تواند مسیحیت را به غیریهودیان بشارت دهد، بلکه گفتهٔ پطرس در شورای اورشلیم به این معنی است که: اگر پطرس که مرجع و پیشوای تمام مسیحیان است، غیریهودیان را به مسیحیت فراخواند و روح خداوند در وجودشان ساکن شد، بدون آنکه ایشان مجبور به ختنه شدن شده باشد، حجّت بر افراد با گرایش‌ها یهودیت فریسی که نسبت به مسیحی شدن غیریهودیان/غیرمختونان اعتراض می‌کردند، تمام است. به این معنی که مسیحیان غیریهودی مجبور به «ختنه و یهودی شدن و سپس مسیحی شدن» نیستند. پطرس هیچگاه مخالف بشارت کلام خدا بین غیریهودیان، توسط سایر رسولان مسیح، از جمله برنابا و پولس نبود.
۴- مفهوم عبارت نقل شده از رسالهٔ رومیان به معنای اطاعت محض از فرمانروایان در تمام اُمور نیست، بلکه به معنای رعایت قوانین کشور و احترام به نظم و قانون یک کشور می‌باشد، تا جایی که مخالف فرمان خداوند نباشد. به عبارت دیگر، مسیحی شدن به معنای شورش سیاسی و برهم زدن نظم کشور نیست. این موضوعی بود که عیسی مسیح در انجیل آن را به حواریون و شاگردان خود آموخت: "عیسی به آنان گفت: آنچه از آن قِیصر است به قِیصر و آنچه از آن خداست به خدا بازدهید". اما در هر صورت این احترام به قوانین، به معنای اطاعت محض از حاکمان نیست، چرا که پولس خود چندین مرتبه زندانی شده بود و در نهایت توسط دولت روم اعدام شد. این یعنی پولس تا جایی به قانون احترام قایل بود، که برخلاف کلام خدا نباشد. عیسی مسیح و رسولان مسیح همواره برخلاف یهودیان شورشی که چندبار علیه حاکمیت روم قیام کردند (قیام یهودیان در سال ۶۶ میلادی، همچنین قیام بارکوخبا در قرن دوم میلادی)، به مردم آموختند، که قیام انسان‌ها برای برقراری حکومت الهی از طریق حاکمان سیاسی، باور نادرستی است، چرا که رستگاری جامعهٔ بشری، از ایمان حقیقی و عقلانی و قلبی به پروردگار و در درون فکر و دل و وجود انسان‌ها صورت گرفته و آغاز می‌شود و سپس در اعمال و رفتار اشخاص نمود پیدا می‌کند. حکومت الهی در فکر و دل انسان‌ها صورت می‌گیرد و پادشاه این حکومت، خداوند است. همان‌طور که عیسی مسیح خطاب به فرماندار رومی، پونتیوس پیلاطوس گفت: "پادشاهی من از این جهان نیست".

### رساله دوم پطرس
- تحلیل برخی از منتقدان مسیحیت:

به‌طور سنتی، پطرس، نویسنده دو رساله از نامه‌های عهد جدید معرفی می‌شود. در خود این رساله نیز ادعا شده است که شمعون پطرس آنها را تدوین کرده است. نویسنده این رساله مشخص می‌کند که هنگام تبدیل هیئت مسیح، در آنجا حاضر بود. محققان سنتی به استناد همین فرازها گفته‌اند که این رساله، اثر خود پطرس است، اما اهمیت انتساب این کتاب به پطرس از این جهت است که در پایان رساله دوم پطرس از پولس تمجید شده است. این مطلب برای مدافعان پولس بسیار مهم است؛ زیرا ایمانداران اولیه به پولس مشکوک بودند و همواره[منبع؟] از وی سفارش‌نامه‌ای از طرف حواریون می‌طلبیدند و پولس سفارش‌نامه‌ای نداشت که ارائه کند. کتاب دوم پطرس به نوعی سفارش‌نامه محسوب می‌شود؛ بنابراین، انتساب این رساله از نظر محتوا و شیوه نگارش اهمیت ویژه‌ای پیدا می‌کند. محققان کتاب مقدس می‌گویند نویسنده آن، فرد دیگری به جز پطرس رسول است که سالها پس از پطرس این کتاب را نوشته و به دلیل اینکه[منبع؟] نوشته‌اش پذیرفته شد، آن را به پطرس نسبت داده است.
- دیدگاه مسیحیان:

در خصوص مطالب بالا در ارتباط با رسالهٔ دوم پطرس، ذکر چند نکته لازم است:
۱- ادعای فوق مبنی بر اینکه «محققان می‌گویند نویسندهٔ آن فردی به جز پطرس است که سال‌ها پس از پطرس این کتاب را نوشته» بیان حقیقت به صورت ناقص و کِتمان بخش دیگر است. حقیقت مطلب آن است که محققان مختلف، نظرات مختلفی دربارهٔ نگارنده و تاریخ نگارش این رساله دارند. برخی از محققان تاریخ‌های مؤخرتر، اما در مقابل محققان دیگری تاریخ‌های بسیار قبل تری در دههٔ ۶۰ میلادی را مطرح کرده‌اند که هم‌زمان است با اعدام شدن پطرس.
۲- ادعای فوق مبنی بر اینکه «نویسندهٔ رسالهٔ دوم پطرس، این رساله را به دلیل اینکه نوشته اش پذیرفته شد، آن را به پطرس نسبت داد» هم از نظر تاریخی و هم از نظر درون متنی و عقلانی متناقض و غیرممکن است. این رساله (چه پطرس نویسندهٔ آن باشد یا نباشد) تدریجاً و در طول سال‌ها بین مسیحیان شناخته شد و نه یکباره. این رساله از زمان نگارش تا قرن ۴ میلادی، در بین بخشی از مسیحیان شناخته و جزو متون مقدس به حساب می‌آمد و نزد بخش دیگری از مسیحیان یا به دست آن‌ها نرسیده بود، یا آن را به عنوان یک متن مفید برای ایمان در کنار سایر متون مقدس می‌خواندند بدون اینکه آن را جزو متون مقدس قلمداد کنند. این غیرممکن است که نویسنده بیش از ۳ قرن (= ۳۰۰ سال) منتظر بماند تا ببیند رساله اش بین مسیحیان، که در آن زمان در سرزمین روم پراکنده و تحت تعقیب و شکنجه بودند، پذیرفته می‌شود یا نه، سپس بعد از پذیرفته شدن رساله بین تمام مسیحیان، تمام نسخه‌های رساله را از تمام مسیحیان پس گرفته و نام پطرس را وارد متن کرده و مجدداً رساله را بین تمام مسیحیان تکثیر کند تا مسیحیان فکر کنند پطرس نویسندهٔ رساله است. از همین رو ادعای فوق مبنی بر اینکه «نویسندهٔ رسالهٔ دوم پطرس، این رساله را به دلیل اینکه نوشته اش پذیرفته شد، آن را به پطرس نسبت داد» نه تنها غیرممکن است. بلکه هیچ منبع تاریخی ای ندارد. منابع ذکر شده در «تحلیل منتقدان»، صرفاً به تاریخ نگارش رساله و نگارنده پرداخته‌اند و این ادعا که «نویسندهٔ رسالهٔ دوم پطرس، آن را به دلیل اینکه نوشته اش پذیرفته شد، به پطرس نسبت داد» در منابع ذکر شده موجود نیست!
۳- اگر مسیحیان به دروغ به رساله‌ها را به رسولان مسیح از جمله پطرس نسبت می‌داده‌اند، این سؤال مطرح می‌شود که پس چرا این کار را با رساله به عبرانیان انجام ندادند؟ این رساله تنها رساله از مجموعه کتب عهدجدید است که مسیحیان با وجود آن که آن را به عنوان متن مقدس دریافت کرده بودند، اما از آنجا که اطلاع نداشتند کدام یک از رسولان مسیح آن را نگاشته، هیچگاه به دروغ نویسنده ای به آن منسوب نکردند، در حالی که اگر مسیحیان به دنبال جعل نام نویسنده و متون مقدس بودند، می‌توانستند به سادگی نام یکی از رسولان مسیح، مثلاً پطرس یا آندریاس یا یعقوب یا یوحنا -ستون‌های کلیسا- را بر آن نهند تا به آن وجههٔ قانونی دهند. این بدان معناست که مسیحیان با متون مقدس با اصل امانت داری و به عنوان کلام خدا رفتار می‌کرده‌اند و اگر رساله ای به رسولی نسبت داده می‌شد، دلایل قانع کننده ای برای آن داشته‌اند، از جمله رسالهٔ دوم پطرس.

## درگذشت
پولس پس از تعمید دادنِ عده‌ای از رومیان با هدایای (کمک‌هایی که جهت فشارهای اجتماعی که بر مسیحیان وارد می‌شد) گرد آوری شده به اورشلیم رفت. در اورشلیم تعداد زیادی از یهودیانِ افراطی برگردِ او جمع گشته و ازدحام کردند تا او را به قتل برسانند. اما همان‌طور که در ابتدای این مقاله ذکر شد، پولس به عنوان یک شهروند روم باید ابتدا در دادگاه حاضر شده و سپس هر حکمی که لازم بود بر او صادر می‌شد. به همین دلیل سربازانِ رومی به سختی توانستند پولس را از بین آن دسته از یهودیان که به پولس حمله‌ور شده بودند، خارج کنند و سپس او را دستگیر کردند. در این دستگیری او تقریباً دو سال در بازداشت بود. درنهایت پولس درخواست کرد تا او را برای محاکمه به روم بفرستند. این خواسته عملی شد، ولی بعد از اینکه به روم انتقال داده شد به مدت دو سال هم در آنجا به قید ملاقات آزاد زندانی بود تا اینکه سرانجام در زمانِ حکومت نرون که مسیحیان بسیاری از جمله پطرس را به سبب آتش‌سوزی شهر رُم کشته بود، دستور اعدام پولس را نیز داد. در سالِ کشته شدنِ پولس در منابع مختلف اجماع وجود ندارد، چنان‌که تعدادی سال ۶۰ و بعضی ۶۴ و برخی نیز ۶۷ میلادی را مطرح کرده‌اند.